# Vitoldo
Vitoldo, detto il Grande (in lituano Vytautas Didysis; in polacco Witold Wielki, Witold Kiejstutowicz, Witold Aleksander; in bielorusso Вітаўт?, Vitaŭt; in ruteno Vitovt; in latino Alexander Vitoldus; in alto-tedesco protomoderno: Wythaws o Wythawt; Senieji Trakai, 1350 circa – Trakai, 27 ottobre 1430), fu granduca di Lituania dal 1401 al 1430.
Figlio del granduca Kęstutis, Vitoldo rimase al suo fianco quando l'anziano padre assunse con la forza il potere nel 1381. Tale evento scatenò una prima guerra civile lituana e, nel 1382, Vitoldo dovette fuggire dal Granducato di Lituania e chiedere asilo ai Cavalieri teutonici, convertendosi al cattolicesimo e abbandonando il paganesimo. Tuttavia, in seguito si riconciliò con suo cugino Jogaila, noto dal 1386 come Ladislao II Jagellone quando divenne re di Polonia. Benché Vitoldo desiderasse il potere, il suo sogno di assumere il ruolo di granduca divenne possibile soltanto attraverso una lunga serie di eventi (non ultima una seconda guerra civile) e di compromessi raggiunti con Ladislao II Jagellone. Dal 1392 acquisì di fatto la carica di sovrano della Lituania, ma solo nel 1401 divenne formalmente autonomo. L'alleanza strategica polacco-lituana facilitò un capillare processo di cristianizzazione della Lituania e permise di costituire una coalizione che prevalse sull'Ordine teutonico, causando la conclusione della secolare crociata lituana. Inoltre, si instaurò un lento processo osmotico tra i due popoli che non si arrestò con il tempo. Nel 1421, Vitoldo rifiutò la corona del regno di Boemia offertagli dagli ussiti, temendo che le avverse condizioni geopolitiche lo avrebbero sfavorito. Non coronò mai il suo sogno di diventare re della Lituania, nonostante gli fosse stata offerta una corona nel 1430.
Sotto il dominio di Vitoldo il Granducato raggiunse il suo apogeo, incorporando entro i suoi domini terre situate sul mar Baltico e sul mar Nero. Inoltre, Vitoldo non disdegnò di compiere delle campagne espansionistiche nella Russia moderna in più fasi della sua vita. Egli fu in grado di favorire scambi culturali molto intensi con l'Europa occidentale, con il risultato che, gradualmente, la Lituania superò la sua arretratezza dovuta all'isolamento dei secoli passati. La forte personalità del granduca fu riconosciuta sia in campo diplomatico sia in campo militare, ma l'assenza di un erede maschio e l'incertezza generata dagli accordi stipulati con suo cugino Ladislao II ebbero delle gravi ripercussioni dopo la sua morte.
La storiografia moderna e il popolo lituano in generale considerano Vitoldo un eroe nazionale. Sin dalla prima metà del XX secolo, nei suoi confronti si sono susseguite commemorazioni e gli sono stati intestati movimenti, università, quartieri e infrastrutture. Sono infine numerosi i riferimenti alla sua figura in opere cinematografiche, televisive, folcloristiche e videoludiche.

## Biografia

### Gioventù e contesto storico (1350 circa-1381)
Vitoldo nacque, forse nel castello di Senieji Trakai, intorno al 1350, datazione desunta sulla base di fonti relative a episodi successivi della sua vita. Secondo la storica baltica Giedre Mickunaitė, sarebbe invece possibile individuare con certezza il suo anno di nascita nel 1348. Suo padre era Kęstutis, vice-granduca della Lituania dal 1345 al 1377 e granduca nel 1381-1382, mentre sua madre era Birutė, una sacerdotessa pagana rinomata per la sua bellezza. In quel frangente storico, il Granducato della Lituania stava vivendo una fase di grande splendore grazie alle sagge politiche attuate dal granduca Algirdas, zio di Vitoldo, e dal sopraccitato Kęstutis, suo vice e fratello, cui era stata affidata la gestione delle regioni occidentali.
Non si hanno informazioni relative ai primi anni della vita e all'adolescenza di Vitoldo, poiché questi viene citato per la prima volta dai documenti scritti verso la fine degli anni sessanta del Trecento. È noto comunque che già nel 1376, e fino al 1392, egli detenne, su assegnazione del padre, la carica di principe di Hrodna. Sin da piccoli Vitoldo e suo cugino Jogaila, figlio ed erede designato di Algirdas, strinsero un forte rapporto, complice il numero ridotto di anni che separava i due giovani. Nonostante i diversi destini a cui sarebbero andati incontro, entrambi continuarono a esprimersi in lingua lituana ogni volta che si incontrarono durante il corso della loro vita. Entrambi parteciparono alla spedizione che si concluse con la fallimentare battaglia di Rudau del 1370, combattuta contro l'Ordine teutonico.
Quando nel 1377 il granduca Algirdas morì, Jogaila fu designato come successore per il ruolo di granduca, mentre Kęstutis preservò la sua antica carica di vice-granduca. Sin dal momento del suo insediamento, Jogaila dovette preoccuparsi di respingere le incursioni di uno dei principali nemici del Granducato, lo Stato monastico dei Cavalieri teutonici, proseguite in maniera intensa dal 1377 al 1379. La retorica anti-cristiana fu portata avanti con grande vigore da Kęstutis, mentre Jogaila assunse un atteggiamento più cauto e misurato e strinse persino degli accordi di cooperazione sia con l'Ordine teutonico sia con l'Ordine di Livonia, un'altra associazione cavalleresca attiva nelle odierne Lettonia ed Estonia. Questa nuova tendenza inaugurata dal figlio di Algirdas, in netto contrasto con le politiche del padre e dello zio, viene spiegata da Zigmantas Kiaupa come frutto di «un conflitto generazionale» e segno che una nuova stagione storica stava di lì a poco per cominciare per la Lituania. Per Claudio Carpini, l'aspetto religioso che ruotava intorno alla secolare crociata lituana scoppiata nel lontano 1283 aveva ormai perso molta della centralità del secolo passato. Con il trattato di Dovydiškės, stipulato in gran segreto nel 1380 con i cavalieri dell'Ordine, Jogaila suggellò per iscritto l'impegno a non appoggiare militarmente Kęstutis in caso di attacco dei crociati. Gli screzi si acuirono quando l'anziano vice-granduca non riuscì a respingere le aggressioni dei teutonici entro i domini che rientravano sotto la sua gestione, spingendo il granduca ad affermare come ormai Kęstutis fosse incapace di gestire le operazioni militari e si preoccupasse piuttosto di promuovere l'ascesa di suo figlio Vitoldo. Quando poco dopo venne a conoscenza del trattato di Dovydiškės, della cui firma era totalmente ignaro, Kęstutis si convinse a esautorare suo nipote.

### Kęstutis granduca e successiva guerra civile (1381-1384)

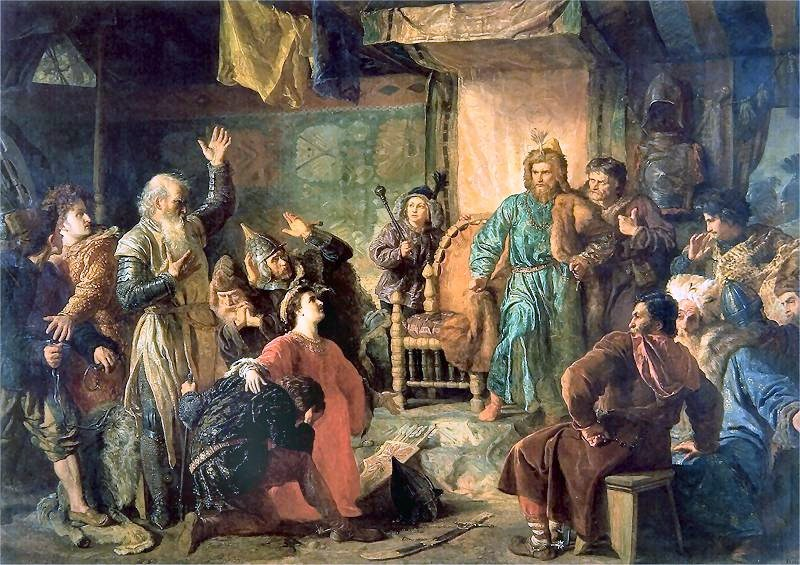
Vitoldo e Kęstutis imprigionati da Jogaila. Dipinto di Wojciech Gerson del 1873, museo d'arte di Łódź

Per gestire gli affari orientali, Jogaila aveva delegato in qualità di suo reggente a Vilnius, la capitale del Granducato, suo fratello Skirgaila, di cui si fidava ciecamente. Quando quest'ultimo partì alla volta di Polack per reprimere i suoi abitanti in rivolta, Kęstutis decise di approfittarne ed entrò con le sue truppe nella capitale lituana elevandosi al ruolo di granduca. È certo che in quell'occasione, che originò una guerra civile, Vitoldo prese le parti del padre. Mentre Jogaila fu relegato a Krėva e a Vicebsk e dovette rinunciare a tutti i suoi titoli in cambio della libertà, Kęstutis inaugurò uno stato di guerra costante per contrastare i suoi nemici di sempre, i crociati, dissanguando però l'erario della Lituania e l'economia dei suoi abitanti. Desiderosi di scongiurare il prolungamento delle lotte, vari lituani sollecitarono Jogaila a porre un freno alla politica del granduca, circostanza che spinse il giovane ad allearsi con i suoi fratelli Skirgaila e Kaributas e ad attaccarlo apertamente. All'indomani della morte del Gran maestro dell'Ordine teutonico Winrich von Kniprode, nel 1382, Kęstutis ordinò un'ultima incursione contro i teutonici, durante la quale raggiunse Tapiau, 40 km a est dall'importante città di Königsberg. Jogaila, tuttavia, offrì ai teutonici l'occasione per vendicarsi, ricevendo il loro aiuto in cambio di concessioni territoriali in Samogizia. Forte di tale supporto, aggredì Trakai e in seguito si spinse verso il cuore della Lituania. I residenti della capitale lituana, sobillati dal mercante Hanul di Riga, permisero alle armate di Jogaila di entrare di soppiatto nel centro abitato. Volendo scongiurare il rischio di una grande guerra civile, furono avviati dei colloqui tra Jogaila e Kęstutis, che nelle operazioni venne assistito anche da Vitoldo. Tuttavia, durante le negoziazioni, Kęstutis e Vitoldo vennero fatti prigionieri e rinchiusi nel castello di Krėva, dove Kęstutis morì, forse ucciso, a oltre ottant'anni di età nell'agosto del 1382; Jogaila tornò al potere.

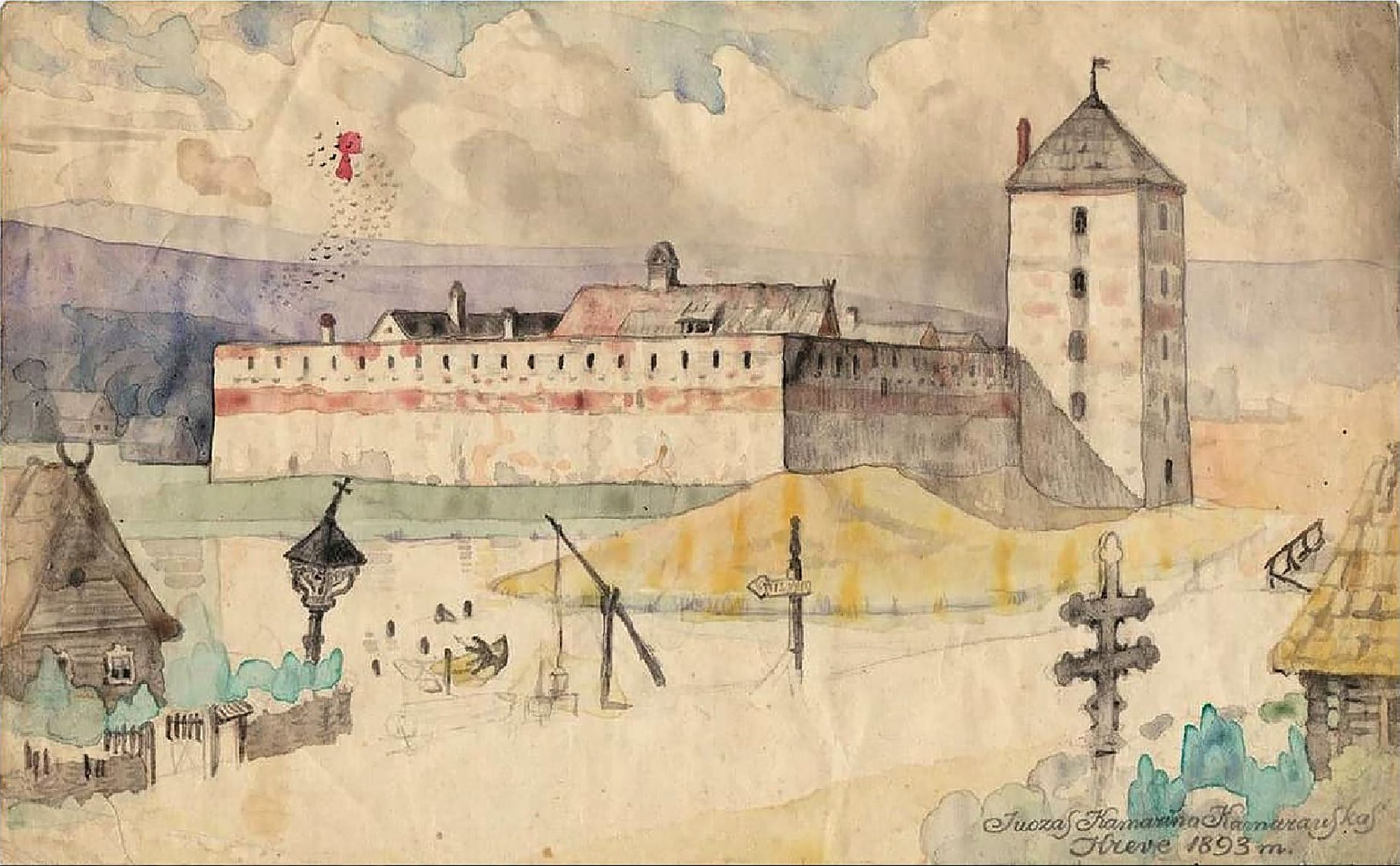
Rappresentazione di fantasia del castello di Krėva nel 1893

Vitoldo riuscì a evitare lo stesso destino del padre poiché evase dal castello di Krėva grazie all'intervento di sua moglie Anna. Al termine della sua fuga si trasferì nel territorio dell'Ordine teutonico, sperando di ottenere aiuto per la guerra che intendeva proseguire contro Jogaila. Jogaila aveva riacquisito il potere in Lituania proprio grazie all'ausilio teutonico, il quale aveva però scarso interesse a portare avanti un blando rapporto di cooperazione. Così, lo Stato monastico decise di proporre al sovrano lituano la firma del trattato di Dubysa, ai sensi del quale Jogaila avrebbe dovuto impegnarsi ad accettare il cristianesimo, a non entrare nuovamente in guerra con i crociati e a cedere loro il possesso della parte di Samogizia compresa tra il fiume Dubysa e il mare. Poiché, chiaramente, termini così restrittivi avrebbero fortemente limitato la sua autorità, Jogaila continuò ripetutamente a posporre la ratifica del trattato, con il risultato che l'Ordine teutonico decise di continuare a prestare asilo e supporto a Vitoldo.
Il 21 ottobre 1383 Vitoldo accettò di ricevere il sacramento del battesimo e fu battezzato con il nome di Wigand. In cambio del sostegno militare funzionale a spodestare Jogaila, Vitoldo accettò di ratificare i trattati a cui il cugino non aveva dato seguito e divenire un vassallo dell'Ordine teutonico. Quando nell'estate del 1383, per via di un futile pretesto, Jogaila ruppe formalmente la sua alleanza con l'Ordine, Vitoldo combatté al fianco dei cristiani in Lituania. Tuttavia, non intendendo seriamente dare seguito alle promesse fatte ai crociati, egli continuò a tessere legami diplomatici con il cugino nella speranza che si potesse arrivare a un negoziato. A titolo di gesto di buona fede e nonostante avesse deciso comunque di cedere una parte della Samogizia ai teutonici, nel 1384 Vitoldo decise definitivamente di riconciliarsi con Jogaila, sottomettendosi a lui e riottenendo tutte le terre lasciategli in eredità da suo padre Kęstutis, con l'eccezione di Trakai. Vitoldo si preoccupò inoltre di distruggere quei castelli che gli erano stati assegnati dai teutonici e situati sulla riva del fiume Nemunas non appartenente al Granducato. L'occasione per stringere nuovamente i rapporti tra Jogaila e Vitoldo si verificò tra 1384 e 1385, quando il primo fu invitato a rivestire la corona del regno di Polonia dopo che il trono era rimasto amministrato ad interim da Edvige d'Angiò.

### Dall'Unione di Krewo al trattato di Astrava (1385-1392)

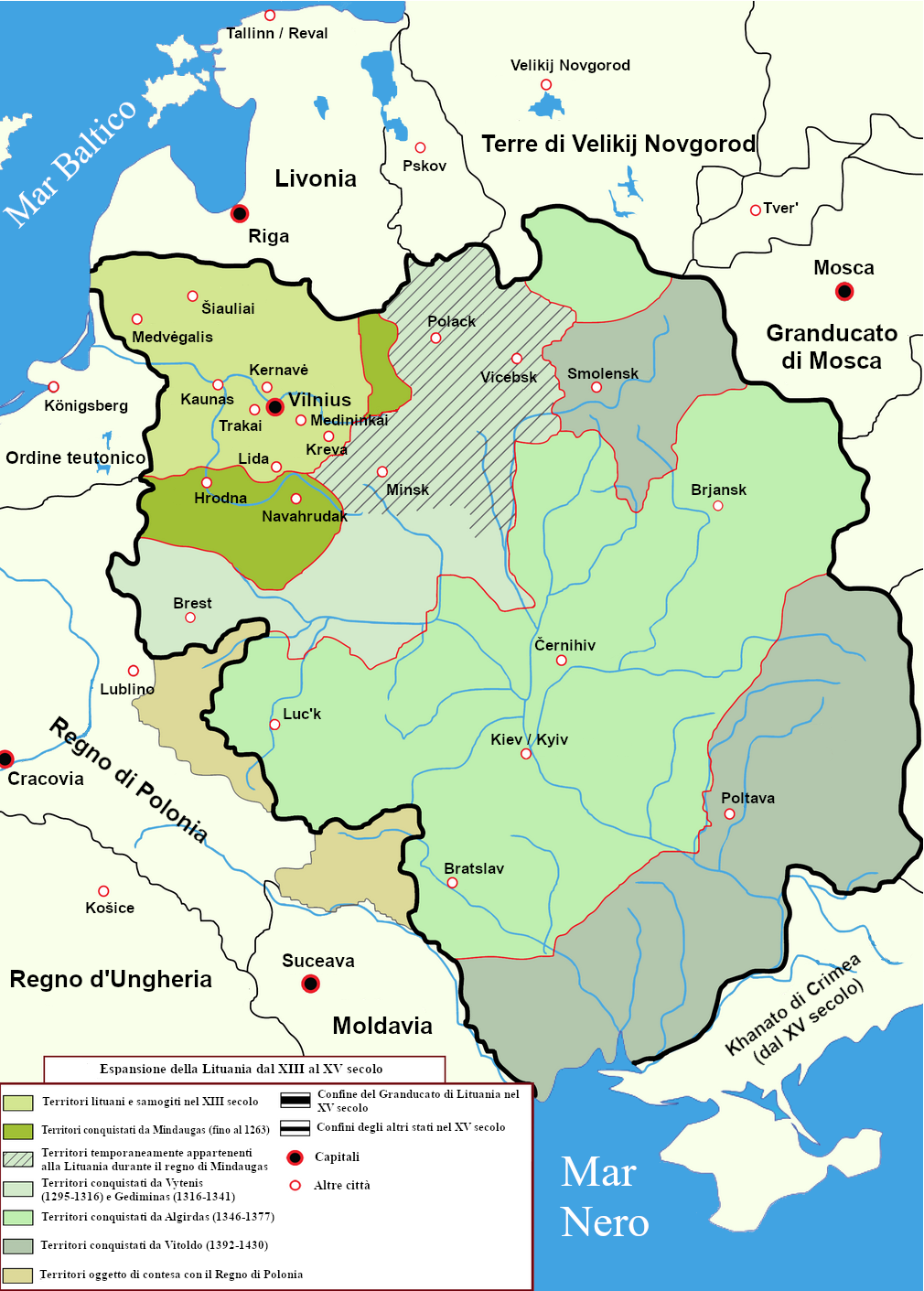
Espansioni del Granducato di Lituania dal XIII al XV secolo

Nel 1385 Jogaila concluse l'Unione di Krewo con la Polonia, ai sensi della quale accettava di convertirsi al cattolicesimo, di liberare i prigionieri di guerra polacchi, di promuovere la cristianizzazione del popolo lituano e di sposare la giovane Edvige. Il battesimo risultava un passaggio obbligato perché il Granducato era all'epoca uno Stato pagano, nello specifico l'ultima realtà politica ancora legata alle vecchie credenze. In occasione della firma dell'intesa, secondo alcuni storici, egli formalizzò il primo importante traguardo dell'unione polacco-lituana, mentre secondo altri siglò semplicemente un accordo pre-matrimoniale, i cui termini erano peraltro abbastanza scarni. In quel periodo a Vitoldo, ancora percepito come un «traditore», era stata assegnata l'amministrazione di alcune città situate in Rutenia, un ruolo questo che sembrava circoscrivere decisamente le sue aspirazioni di potere. Pare che, nel gennaio del 1386, Vitoldo decise di convertirsi alla religione ortodossa venendo ribattezzato come Alessandro (Aleksandras), un nome che avrebbe conservato quando l'anno successivo, in occasione delle nozze di suo cugino Jogaila in Polonia, aderì nuovamente al cattolicesimo. Da quel momento in poi, Jogaila divenne noto come Ladislao II Jagellone (Władysław II Jagiełło).
La gestione della Polonia si rivelò fin da subito complessa, con il risultato che Ladislao II trascurò i suoi doveri in Lituania. Nel 1387, consapevole della necessità di delegare il compito di amministrarla, nominò il fidato fratello Skirgaila in qualità di reggente. Tuttavia, quest'ultimo si rivelò presto impopolare non solo tra i Gediminidi, ovvero i membri della dinastia regnante che ricoprivano posizioni di peso in svariate località del Granducato, ma anche tra i nobili e le fasce più umili della popolazione. I tentativi operati da Ladislao II di calmare gli animi si rivelarono infruttuosi, con il risultato che nel 1389 Vitoldo si convinse ad attaccare con la forza Vilnius nel tentativo di assumere il potere. Questo evento segnò il momento iniziale di una seconda guerra civile lituana. L'assalto si concluse con un fallimento per l'aggressore e, all'inizio del 1390, Vitoldo fu costretto a chiedere ancora una volta asilo all'Ordine teutonico. Stavolta fu più difficile convincere lo Stato monastico a dargli supporto, considerato il voltafaccia di Vitoldo di qualche anno prima. Pertanto, il nobile lituano dovette accettare le condizioni imposte dalla controparte, suggellate nel trattato di Königsberg del 1390, ovvero la cessione incondizionata della Samogizia e l'invio di alcuni ostaggi a titolo di garanzia (tra i vari, sua moglie Anna e suo fratello Sigismund Kęstutaitis).
I nobili polacchi non erano per nulla soddisfatti di quanto tempo il loro re stesse dedicando agli affari lituani, considerando che appariva lampante la totale estraneità di Cracovia a quella guerra civile. Nella primavera del 1392 Vitoldo stava decisamente prevalendo nel conflitto, poiché aveva sbaragliato l'esercito di un altro fratello di Ladislao II, Kaributas, e si era così assicurato la via verso Medininkai e Lida. Poiché Ladislao II non desiderava complicare ulteriormente la sua posizione, egli si convinse a proporre a suo cugino Vitoldo il ruolo di governatore di Vilnius. Ciò spinse il figlio di Kęstutis, ancora una volta, a rinnegare i Cavalieri teutonici e a preferire piuttosto l'avvio delle trattative di pace.
Nel 1392, la cessazione delle ostilità si cristallizzò con la firma del trattato di Astrava, il quale restituì a Vitoldo anche tutte le terre ereditate dal padre, compresa Trakai, di cui divenne duca, più altri feudi. Si statuì altresì che Vitoldo avrebbe governato la Lituania in nome di Ladislao II, come suo vassallo, adottando il titolo di «dux Lithuaniae» (duca della Lituania). Si prevedeva che, a seguito della morte di Vitoldo, quanto da lui amministrato sarebbe passato in mano al re di Polonia.

### Granduca di Lituania (1392-1430)

#### Eliminazione degli oppositori

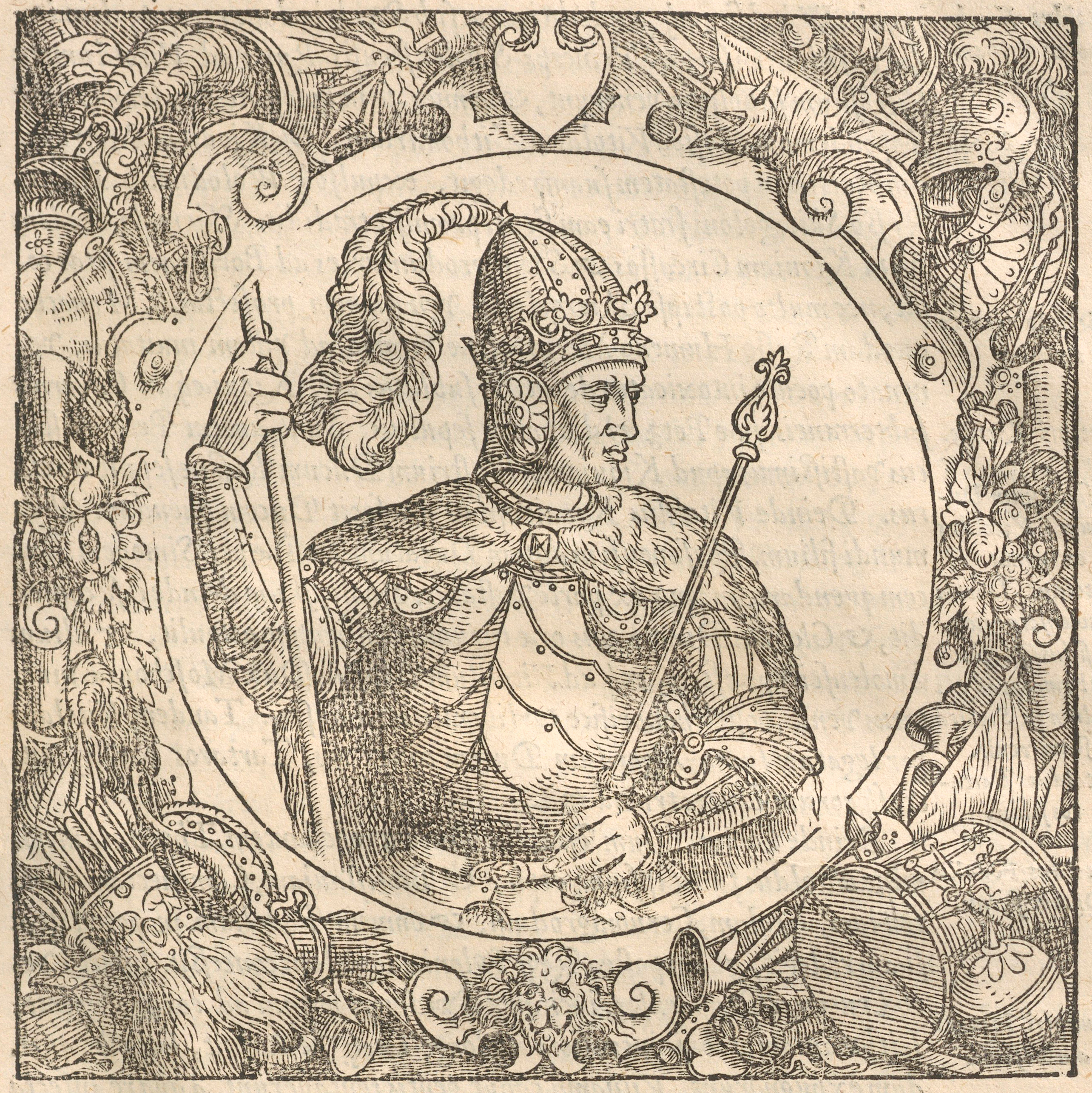
Ritratto di Vitoldo nella Sarmatiae Europeae Descriptio di Alessandro Guagnini (1578)

Ottenuto il placet di suo cugino Ladislao II a governare la Lituania, sia pur in sua vece, Vitoldo si preoccupò sin da subito di eliminare i rivali interni e di ridurre l'ingerenza polacca nei suoi confini. Nelle parole di alcuni studiosi, egli decise allora di conferire al suo Stato i contorni dell'«assolutismo». Questo processo avvenne in concomitanza di sei incursioni compiute tra il 1392 e il 1394 in Lituania dai teutonici, tutte respinte dai baltici con successo. Vitoldo rimosse i duchi gediminidi che amministravano varie città delle moderne Lituania e Bielorussia rimpiazzandoli con dei suoi fedelissimi, non legati a lui da vincoli di sangue. Verrebbe da chiedersi come mai Ladislao II sopportasse questi comportamenti: lo storico Robert Frost ricorda che all'epoca si preferiva perseguire interessi dinastici piuttosto che nazionalistici, un concetto questo ritenuto anacronistico. Ladislao II era consapevole del fatto che nessuno degli altri Gediminidi godeva del sostegno necessario per governare la Lituania al posto di Vitoldo. Temendo che i nobili polacchi più potenti, i quali avevano una fortissima ingerenza nella sua politica, lo avrebbero rimosso dalla sua carica lasciando la sola Edvige al trono, Ladislao II tollerò i comportamenti del cugino e si preoccupò piuttosto della sua posizione in Polonia. Dal canto suo, anche Vitoldo salvaguardò i suoi rapporti con il re di Polonia, in quanto un'ipotetica esautorazione di quest'ultimo avrebbe sortito effetti imprevedibili.
Grazie a un'abile campagna militare eseguita nel 1394, Vitoldo sconfisse a Kremenec' una coalizione composta da duchi della Moldavia, Volinia e della Galizia, riuscendo a eliminare i pochi oppositori che ancora lo ostacolavano e assicurando i confini sud-occidentali del Granducato. In quel periodo, con l'ausilio in battaglia del duca di Smolensk, egli assaltò Vicebsk, il cui governatore era stato esautorato e ucciso da Švitrigaila. Fratello di Ladislao II, Švitrigaila trascorse gran parte della sua vita nel tentativo di spodestare Vitoldo e assicurarsi così la massima carica in Lituania. Al culmine di un breve assedio, Švitrigaila fu costretto ad arrendersi e da Vicebsk venne poi condotto a Cracovia, dove vi rimase per diverso tempo. Si ascrive a Švitrigaila il tentato assassinio di Vitoldo del 1394, terminato però con un fallimento. In seguito, nel 1395, Vitoldo attaccò Smolensk e la sottomise. A Skirgaila era stato nel frattempo assegnato il ruolo di duca di Polock e poi di principe di Kiev nel 1396 o 1397, dove morì forse avvelenato.

#### Politica militare

##### Sui confini meridionali e orientali

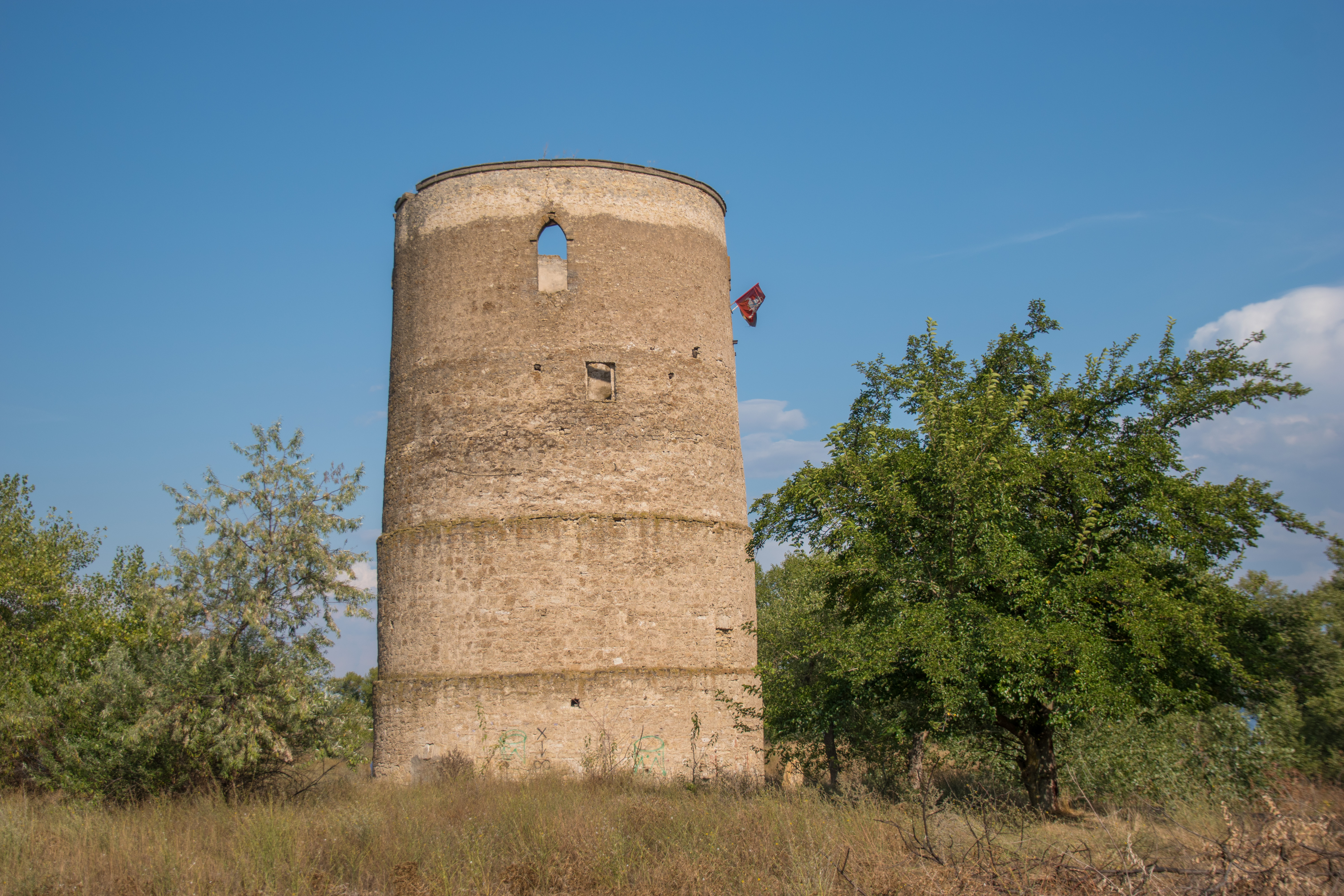
Una torre di guardia risalente all'epoca di Vitoldo nell'oblast' di Cherson, in Ucraina

Mentre metteva in atto le riforme amministrative e politiche in campo interno, Vitoldo si concentrò pure sullo stesso obiettivo che aveva contraddistinto la strategia militare dello zio Algirdas, ovvero l'espansione territoriale nella Rus' meridionale, specie a ridosso del fiume Dnepr. Gran parte della regione era già sotto il dominio della Lituania, ma vi erano ancora delle terre controllate dai mongoli. Nell'aprile del 1395, dopo essere stato deposto dal ruolo di khan dell'Orda d'Oro a seguito della sconfitta riportata contro l'emiro Tamerlano nella battaglia del fiume Terek, Toktamish chiese per mezzo dei suoi ambasciatori supporto a Vitoldo. Il lituano si dimostrò disponibile a raggiungere un accordo militare con Toktamish, a patto che questi avesse ceduto, una volta che fosse tornato al potere, parte della Rutenia. Tra il 1397 e il 1398, l'esercito di Vitoldo giunse in Crimea e vi si insediò stabilmente. Per la prima volta nella sua storia, il territorio del Granducato si affacciò contemporaneamente su due mari diversi, ovvero il mar Baltico e il mar Nero. Il granduca fece allora prigionieri un numero imprecisato di cittadini tartari, poi reinsediati con la forza in Lituania. Sulla scia dell'entusiasmo, egli convinse Ladislao II e l'Ordine teutonico a partecipare a una grande campagna contro i tartari. Vitoldo presentò a papa Bonifacio IX la spedizione come una crociata contro gli infedeli, convincendolo dell'onestà dei suoi propositi. I teutonici, tuttavia, si rifiutarono di partecipare fino a quando non ebbe luogo la firma del trattato di Salynas nell'ottobre 1398, ai sensi del quale Vitoldo cedeva ulteriori porzioni della Samogizia allo Stato monastico e si impegnava persino a prestare aiuto qualora questo fosse stato aggredito dalla Polonia. Nell'occasione della stipula del trattato, il granduca si annunciò come vero e proprio re dinanzi ai nobili del Granducato presenti al banchetto celebrativo. Tuttavia, il sogno di Vitoldo di guidare alla vittoria la coalizione che aveva costituito si infranse quando, in data 12 agosto 1399, ebbe luogo la battaglia del fiume Vorskla. Durante lo scontro non solo il granduca perse un gran numero di uomini, alcuni dei quali assai validi, ma anche diversi suoi parenti che ricoprivano cariche di un certo prestigio in patria. Si trattò di uno scontro che ebbe delle notevoli e inattese ripercussioni in Lituania, conducendo alla ribellione di diverse città contro Vitoldo. Lengvenis, cugino di Vitoldo, riuscì a sedare le insurrezioni in Rutenia assieme ad alcuni generali fedeli alla Lituania, malgrado il possesso di alcune città, inclusa Smolensk, fu perduto.

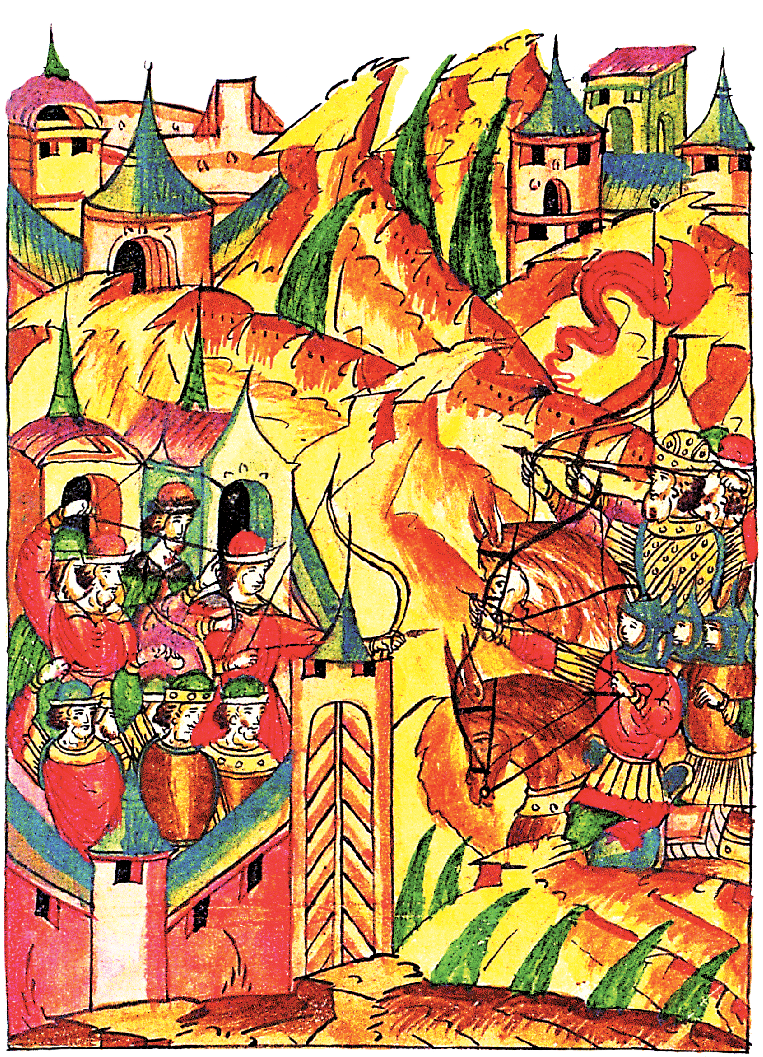
L'assedio di Smolensk compiuto da Vitoldo e dai lituani (a destra) nel 1404 come immaginato in una miniatura tratta dalla Cronaca illustrata di Ivan il Terribile

Qualche tempo dopo la disfatta riportata sul fiume Vorskla, Vitoldo si impegnò a ripristinare la sua autorità nei territori orientali che lo avevano rinnegato sfruttando la temporanea incapacità di reazione militare della Moscovia. Nel 1404 riprese innanzitutto possesso dell'importante città di Smolensk. Subito dopo, sia Pinsk che Novgorod tornarono sotto il controllo lituano, ma ciò spinse il genero di Vitoldo e granduca della Moscovia, Basilio I di Russia, a dichiarargli guerra nel 1406. Ladislao II e l'Ordine teutonico, in quel momento alleato della Lituania, fornirono ampio supporto a Vitoldo nella controffensiva. Quest'ultima non terminò con uno scontro su larga scala, e si concluse nel settembre del 1408 con l'accettazione dello status quo consolidatosi a seguito delle campagne belliche compiute dalla Lituania. La pace permise di stabilizzare per qualche tempo le frontiere orientali del Granducato e confermò la posizione di predominio di Vilnius.
Furono sporadiche e compiute da gruppi isolati le incursioni tartare risalenti agli anni dieci e venti del Quattrocento, poiché Vitoldo riuscì a far insediare nell'Orda d'Oro dei regnanti a lui graditi (si pensi a Uluğ Muhammad). La situazione tornò a vivacizzarsi a est quando, nel 1425, morì il genero di Vitoldo, Basilio. Al potere rimase sua moglie Sofia, figlia di Vitoldo e designata dal morente granduca russo come reggente per conto del piccolo Basilio II. Sofia fu costretta ad abbandonare la corte con suo figlio e Vitoldo si propose di proteggere entrambi, riuscendo dopo qualche disfatta a imporre la sua supremazia anche ai principi alla guida di centri importanti quali Rjazan', Tula, Perejaslavl'. Sfruttando le congiunture favorevoli e le prime convulse fasi della guerra civile moscovita da poco esplosa, nel 1426 ruppe gli indugi e sottomise le importanti e assai ricche città di Pskov e Novgorod, imponendo loro di versare all'erario baltico ingenti tributi. Nell'agosto del 1427, approfittando di un'epidemia di peste che imperversava nella città, Vitoldo attaccò Smolensk. L'anno successivo il granduca si spinse verso Velikij Novgorod, circondandola e intimando ai suoi abitanti di arrendersi. Come già fatto in passato quando aggrediti dai moscoviti, gli assediati scelsero di corrispondere un tributo, ottenendo però la garanzia che quel pagamento non li avrebbe resi sudditi dei lituani.

##### Contro l'Ordine teutonico

Cartina che mostra i principali luoghi di conflitto che riguardarono la Lituania, la Polonia e lo Stato monastico tra il 1377 e il 1435

Con il trattato di Salynas, come detto, Vitoldo aveva ceduto la porzione costiera della Samogizia ai teutonici. La regione era particolarmente ambita dall'Ordine perché il suo possesso avrebbe permesso di congiungere quanto amministrato in Prussia con i possedimenti dell'Ordine di Livonia, un ramo del gruppo teutonico. Nel 1401, quando firmò l'unione di Vilnius e Radom e ricevette il titolo di granduca a vita», Vitoldo revocò la validità della pace raggiunta a Salynas nel 1398 con l'Ordine teutonico. Fomentata segretamente dal granduca, una prima rivolta sconvolse la Samogizia dal 1401 al 1404. A inserirsi nella contesa nel 1402 fu Švitrigaila, che si rivolse all'Ordine teutonico in cerca di sostegno dopo aver rinnegato suo cugino Vitoldo. Tuttavia, un attacco contro Vilnius fu efficacemente respinto da Vitoldo, che ricevette il plauso di Ladislao II. La situazione geopolitica si stabilizzò temporaneamente più tardi nel maggio del 1404, quando ebbe luogo la firma del trattato di Raciąż. Poiché l'intesa si limitava a compiere dei richiami a patti precedenti la cui validità era stata più volte messa in discussione, risulta chiaro che si sarebbe trattato soltanto di questione di tempo prima che le acque si riagitassero. Dal canto loro e come avvenuto nei secoli passati, i crociati cercarono di ottenere supporto dalle altre nazioni europee, accusando pubblicamente e più volte Vitoldo di non essersi convertito al cattolicesimo con sincerità.
Una questione spinosa riguardava i Samogiti, che si erano dimostrati assolutamente refrattari alle missioni di evangelizzazione. Il malcontento delle comunità samogitiche crebbe col tempo, soprattutto di fronte alla richiesta di versare le decime ecclesiastiche e al regime particolarmente restrittivo imposto ai mercanti dallo Stato monastico. Nel corso di un incontro avvenuto nel 1408 a Navahrudak, Ladislao II e Vitoldo si accordarono per colpire lo Stato monastico e cercarono di escogitare una strategia che non mettesse la Polonia e la Lituania in cattiva luce agli occhi delle potenze dell'Europa occidentale. L'occasione favorevole si presentò intorno al 1409, quando in Samogizia si pretese il pagamento di un nuovo tributo a seguito di una carestia generata da un inverno particolarmente freddo; ciò scatenò una nuova sommossa popolare.
L'insurrezione colse i teutonici impreparati, con le proprie postazioni difensive abbastanza sguarnite. A giudizio di William Urban, «le ribellioni dovevano essere così frequenti da non destare particolari preoccupazioni rispetto a quelle passate nella mente del maestro Michael Küchmeister von Sternberg». Vitoldo, giunto di nascosto nel mese di aprile e poi ancora a maggio, ruppe gli indugi e, constatate le condizioni favorevoli, sostenne apertamente una seconda insurrezione, così come fece Ladislao II dalla Polonia. Il candido appoggio alla ribellione in un territorio rivendicato dall'Ordine spinse l'hochmeister Ulrich von Jungingen a risolvere la questione sul campo di battaglia. Il 6 agosto 1409, quando il re di Polonia si vide recapitare una lettera di sfida a nome di von Jungingen e dell'Ordine, ebbe inizio la Grossen Streythe (lett. "grande lite"), ovvero l'espressione con cui i teutonici del tempo descrissero la guerra polacco-lituano-teutonica.

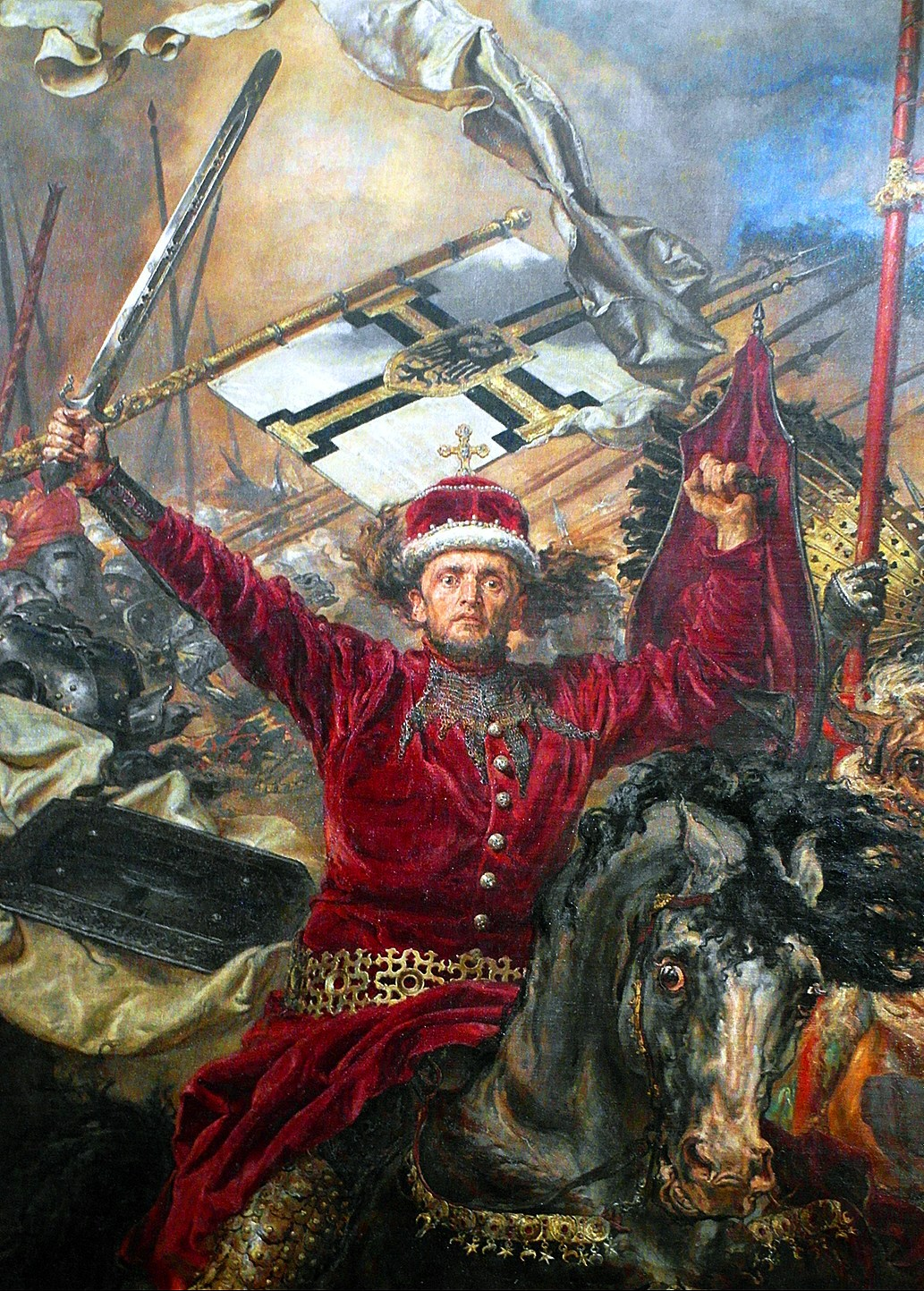
Dettaglio di Vitoldo nell'olio su tela Battaglia di Grunwald di Jan Matejko, 1878

L'Ordine invase innanzitutto la Grande Polonia, espugnando diversi castelli: valutata la situazione, nell'autunno del 1409 si negoziò un armistizio con la mediazione dell'imperatore Venceslao di Lussemburgo e, nel gennaio 1410, veniva riconosciuto a Praga lo status quo delle frontiere. Proprio in considerazione di questi eventi pregressi, nessuno immaginava che la disputa potesse evolversi in uno scontro dalla vasta portata per tre motivi: la pace tra Polonia e Prussia perdurava, salvo casi isolati, ormai da sette decenni; i trattati di Salynas (1398) e Raciaz (1404) avevano risolto la questione dello status della Samogizia; infine, non si ipotizzava un coinvolgimento della Lituania. Contrariamente alle aspettative, il 15 luglio 1410 si svolse un combattimento di grandi proporzioni passato alla storia come battaglia di Grunwald (gli storici tedeschi la chiamano battaglia di Tannenberg, mentre i lituani di Žalgiris). Privi del supporto di uno storico alleato come la Confederazione livoniana, che aveva firmato un armistizio con Vitoldo, i Cavalieri teutonici uscirono sonoramente sconfitti dallo scontro e da allora entrarono in una lenta ma irreversibile crisi. Malgrado la grande posizione di vantaggio, Ladislao II esitò e non sferrò il colpo decisivo a Marienburg in maniera tempestiva, dando il tempo agli avversari di riparare nella propria roccaforte.
Con il trattato di Toruń del 1411, che poneva fine alla guerra, l'Ordine teutonico dovette rinunciare alla Samogizia, oltre a dover versare un ingente risarcimento (44.000 libbre d'argento) per ricostruire le fortificazioni distrutte. Inoltre, lo Stato monastico rinunciava a effettuare nuove incursioni in Lituania. I teutonici riuscirono comunque, grazie a Sigismondo d'Ungheria, a ottenere condizioni meno gravose del previsto. Proprio per via degli effetti dirompenti causati dalla sconfitta dei tedeschi, alcuni autori considerano conclusa la crociata lituana dopo la battaglia di Grunwald.
Nel 1412 il nuovo Gran maestro Heinrich von Plauen decise di rivolgersi al Sacro Romano Impero affinché mediasse sulla questione relativa al futuro della Samogizia; ad essere investito del ruolo di arbitro fu Benedetto Makrai, un nobile e diplomatico ungherese al servizio di Sigismondo di Lussemburgo. Nel 1413 Makrai non soltanto accolse la tesi avanzata da Vitoldo e Ladislao II, rigettando così le prove avanzate da von Plauen, ma statuì anche i confini entro cui si sarebbe esteso il territorio lituano in quella regione, ovvero «l'intera riva destra del Nemunas e la costa, compresa Klaipėda». L'Ordine rifiutò di accettare il verdetto, con il risultato che nell'estate del 1414 la Polonia e la Lituania decisero di invadere il territorio dello Stato monastico provocando quella che sarebbe passata alla storia come guerra della fame. Alla fine, entrambe le coalizioni si convinsero a sottoporre la questione all'attenzione del Concilio di Costanza, che avrebbe avuto luogo nell'autunno del 1414. In quella sede, la delegazione proveniente dalla Samogizia accusò pubblicamente l'Ordine teutonico della scelleratezza di portare ancora avanti una crociata contro una terra cristiana. Fu solo a seguito di un nuovo scontro avvenuto nel 1422, la guerra di Gollub, che i confini con la Lituania vennero definitivamente stabiliti ai sensi del trattato di Melno; la demarcazione sarebbe rimasta invariata per secoli. Il documento è importante perché in esso l'Ordine teutonico rinunciò a qualunque pretesa territoriale sulla Samogizia e riconobbe il Granducato come Stato cristiano a tutti gli effetti.

#### Politica religiosa

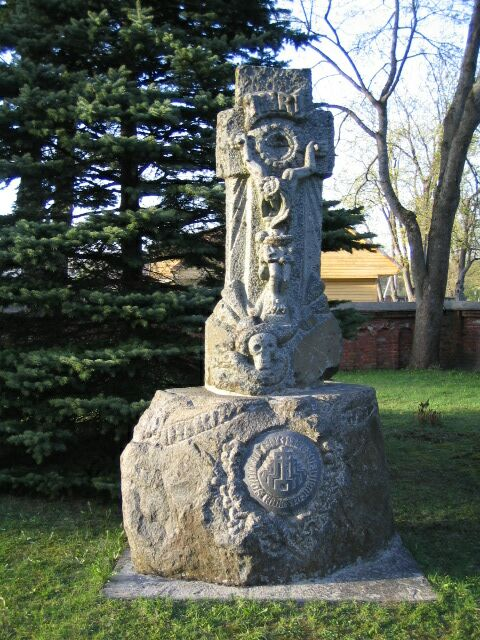
Scultura conservata nei pressi della chiesa di San Giovanni Battista a Plungė che commemora la conversione della Lituania al cristianesimo

Subito dopo la conversione di Ladislao II Jagellone del 1386, si adottò una serie di provvedimenti volti a favorire l'insediamento di chierici sul suolo lituano. L'ordine religioso cui venne affidata l'opera di evangelizzazione fu quello dei francescani, in virtù della loro maggiore tolleranza nei confronti di chi ancora non si fosse convertito e della loro lettura, improntata alla pace, delle Sacre Scritture. Non a caso, il primo arcivescovo di Vilnius, proveniente dalla Polonia e fautore della costruzione di alcune chiese in territorio lituano, fu un francescano. Nonostante le iniziative, le fonti cattoliche non registrano un significativo numero di convertiti tra il 1385 e il 1387. È evidente che la transizione dovette richiedere tempo, probabilmente anche per via della facile associazione del cattolicesimo allo Stato monastico dei teutonici. Assorbito com'era dalla politica interna ed estera, Ladislao supervisionò ben poco quanto stava avvenendo in campo religioso nel Granducato e Vitoldo ancora non godeva di nessun potere. La Chiesa seppe comunque sopperire al lassismo agendo con grande capacità, come testimoniava il legato Giovanni Manco nel 1390 dopo una sua visita a Vilnius. Prima della firma del trattato di Toruń del 1411, l'abbandono del paganesimo da parte del Granducato poteva considerarsi in una fase abbastanza avanzata, anche per via dell'afflusso dei coloni e della presenza già affermata degli ortodossi. Anche la costruzione di chiese ebbe un impatto non trascurabile, essendo stata tra l'altro fortemente caldeggiata da Ladislao e Vitoldo in prima persona (il 90% dei nuovi luoghi di preghiera edificato tra il 1387 e il 1430 si doveva a una loro iniziativa o a quella dei loro congiunti).
Superata la battaglia di Grunwald del 1410, si provò ad accelerare la cristianizzazione della Samogizia, che costituiva un'eccezione rispetto al resto del paese. L'operazione si rivelò abbastanza problematica per via del profondo radicamento delle vecchie credenze. Nel novembre 1413, Vitoldo e Ladislao II supervisionarono la somministrazione del battesimo ai Samogiti per una settimana presso i fiumi Nevėžis e Dubysa, impegnandosi anche in atti simbolici come il taglio di alberi e lo spegnimento di fuochi sacri. Tuttavia, all'azione missionaria di breve durata, avvenuta perlopiù a scopo propagandistico, non seguì la costituzione di una diocesi samogitica. Solo dopo un intervallo di tre anni, tramite l'intervento di chierici stranieri e un rigido ammonimento della curia, fu creata il 24 ottobre 1417 la diocesi di Samogizia, a cui capo fu posto un arcivescovo di origini tedesche che si esprimeva anche in lituano.

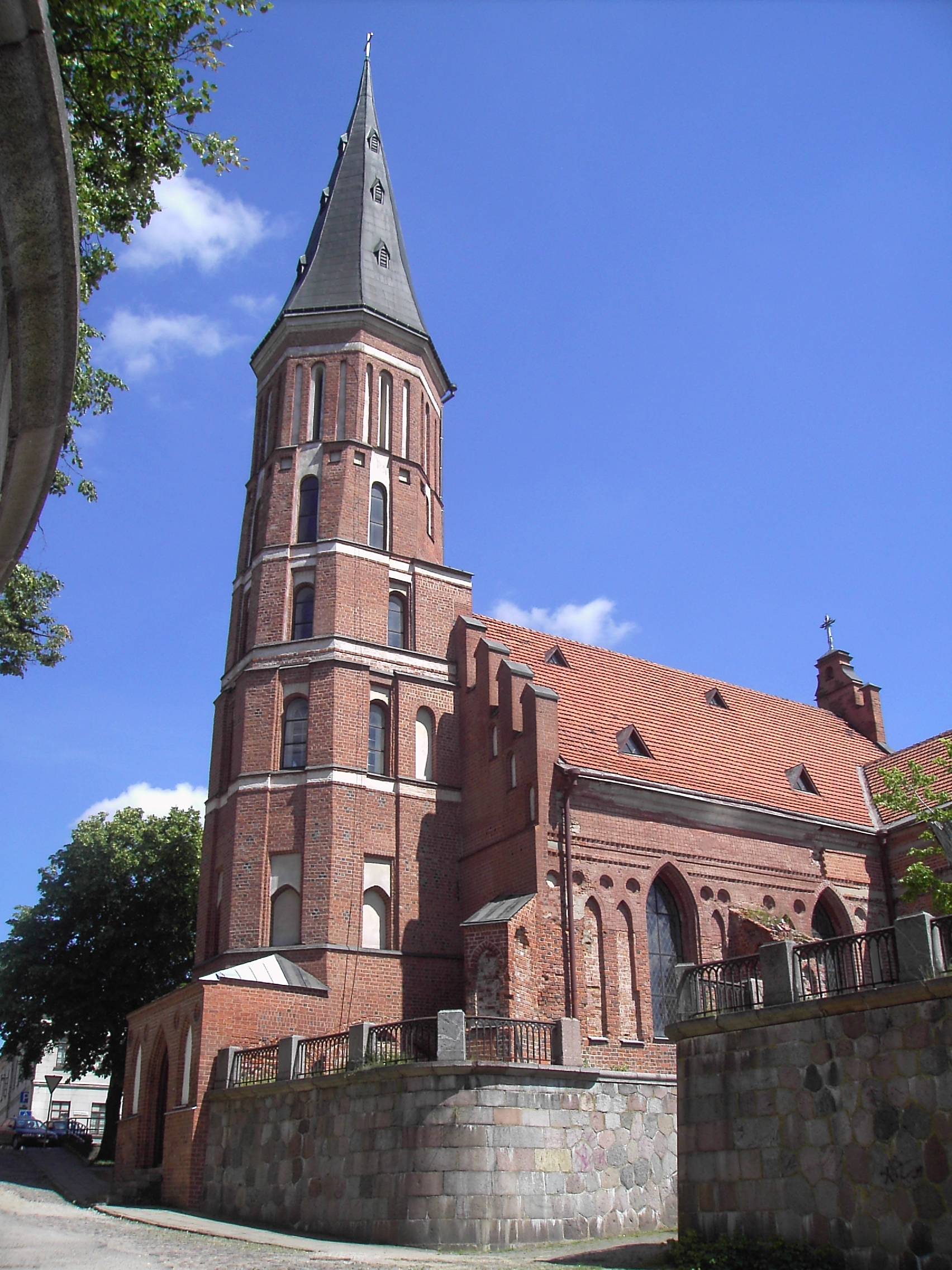
La chiesa di Vitoldo il Grande costruita intorno al 1400 a Kaunas

Secondo il giudizio storiografico, alcuni valutano la conversione della Samogizia come un fenomeno autonomo avvenuto nell'anno 1417, cioè quando fu istituita la diocesi di Medininkai. Altri trattano invece l'accadimento in modo più ampio, ritenendolo una tappa integrale e finale del processo di cristianizzazione della Lituania che consentì il raggiungimento dell'unità religiosa. Ladislao II Jagellone e Vitoldo posero le basi dell'organizzazione della Chiesa cattolica, che perdurarono nei decenni a venire. A ogni modo, a differenza di altre regioni storiche, il paganesimo si dimostrò difficile da stroncare in Samogizia, tanto che ancora si segnalavano dei non cristiani nel 1587. Vitoldo fallì nell'obiettivo di costituire una Chiesa lituana indipendente, in quanto essa rimase fino alla sua morte sottoposta all'arcidiocesi di Gniezno. Ciononostante la Santa Sede giudicò in maniera positiva il suo operato, considerando la sua politica di assegnazione di privilegi e la scelta di fornire ampia tutela alla Chiesa cattolica.
Meno idilliaco si rivelò il rapporto di Vitoldo con il mondo ortodosso. La scelta di favorire il clero cattolico costrinse infatti i nobili ortodossi «a scegliere se continuare ad aderire alla fede dei loro antenati e della loro Chiesa o i privilegi e il diritto a posizioni statali prestigiose e ben retribuite». In quel contesto storico nessun discendente gediminide accettò la religione ortodossa, né la Chiesa di quella fede si dimostrò in grado di compiere una qualche ingerenza nella politica di Vitoldo. Del resto, sussistettero comunque delle restrizioni, come il divieto di costruire nuove chiese ortodosse in assenza del consenso del granduca. Occorre segnalare il tentativo compiuto dal granduca di insediare a Kiev un metropolita indipendente per i fedeli ortodossi presenti in Lituania e svincolato da Mosca. Egli prese nello specifico le parti del religioso bulgaro Grigorij Camblak, gesto che causò una spaccatura tra chi si dimostrava favorevole a un orientamento filo-lituano e chi invece preferiva una posizione filo-moscovita. L'aura di Vitoldo seppe rendere meno palpabile la divisione, malgrado le divergenze confessionali si riacuirono all'indomani della sua morte e persistettero per secoli. Si pensi che soltanto nel 1434 furono equiparati i diritti dei nobili cattolici e di quelli ortodossi.

#### Politica interna

##### Riforme

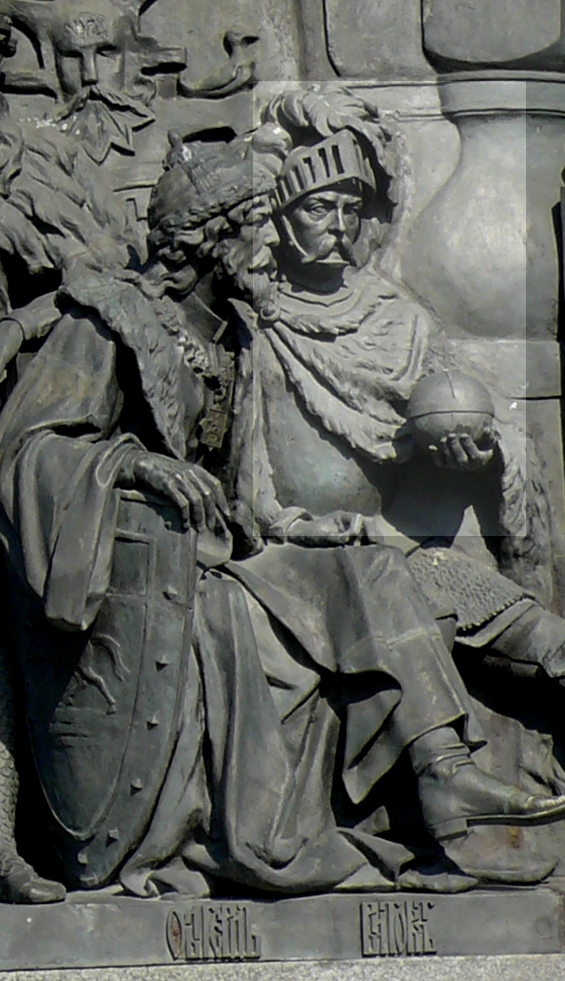
Vitoldo (a destra) accanto a suo zio Algirdas (a sinistra) sul Millenario della Russia a Velikij Novgorod

Vitoldo incoraggiò lo sviluppo economico del suo Stato e introdusse svariate riforme. Sotto il suo governo, il Granducato di Lituania divenne gradualmente più centralizzato e meglio organizzato da un punto di vista burocratico. Dalla fine del Trecento, si preoccupò di sostituire ai prìncipi con legami dinastici al trono dei governatori a lui fedeli, sovente ricchi proprietari terrieri che costituivano il nucleo della nobiltà lituana. Fornendo in cambio della manodopera contadina, questa politica favorì l'affermazione e la successiva fortuna di quelle che sarebbero divenute influenti famiglie, come nel caso dei Radvila e dei Goštautai. La politica di assegnazione dei feudi si rivelò molto accorta praticamente ovunque, poiché il granduca evitò che gli aristocratici potessero possedere ampi appezzamenti in aree tra loro contigue. Considerata la loro ricchezza, il granduca impose ai più abbienti il pagamento di una tassa finalizzata a finanziare le spese per il mantenimento dell'esercito. Vitoldo si convinse anche a costituire un consiglio esecutivo formato da chierici e aristocratici con una buona esperienza consultiva alle spalle.
In ambito economico, Vitoldo impose dei dazi sui prodotti importati al fine di favore gli scambi di beni prodotti nel Granducato, oltre a preoccuparsi di costruire nuove strade e ponti che potessero agevolare il transito delle merci. Statuì pure la caducazione di ogni imposta da applicarsi a commercianti che giungevano da città facenti parte della Lega anseatica, consentendo loro altresì di operare in centri di commercio in crescita quali Kaunas e Vilnius. La sua politica favorì l'insediamento di numerose comunità ebraiche, a cui vennero garantiti alcuni privilegi sin dal 1398 per agevolarne l'afflusso. Dopo la fine delle guerre con i teutonici, fu incoraggiato l'approdo di artigiani tedeschi facendo leva sulla concessione del diritto di Magdeburgo, ritenuto il più moderno dell'epoca, a diverse città lituane. Egli introdusse una monetazione che riproduceva le colonne di Gediminas, probabilmente un tentativo di auto-accreditarsi ulteriormente come degno titolare della massima carica.
Nel 1398, come già anticipato, Vitoldo spronò numerose famiglie caraite (388 gruppi) e tartare di fede musulmana a insediarsi in Lituania. Il ruolo principale a cui furono assegnati riguardò la protezione di castelli e ponti, ma questi operarono anche come traduttori, agricoltori, commercianti e diplomatici.

##### Il contesto culturale
Le circostanze storiche avevano reso necessario per la Lituania raggiungere uno sviluppo in campo diplomatico e militare tale da poter competere con i suoi avversari in guerra e politica estera. Tuttavia, la scelta di non rinnegare il paganesimo e di isolarsi dal resto del continente avevano destinato la Lituania a una notevole arretratezza in vari ambiti culturali. L'assenza di monasteri, scuole o istituti simili terminò soltanto con l'approdo del cattolicesimo e delle riforme compiute da Ladislao II prima e da Vitoldo poi. Un'eccezione a quest'arretratezza era costituita dal mondo ortodosso, il quale sin dal lontano X secolo aveva saputo dotarsi degli strumenti necessari per forgiare una propria cultura, specie da un punto di vista letterario.

##### Lingue e letteratura

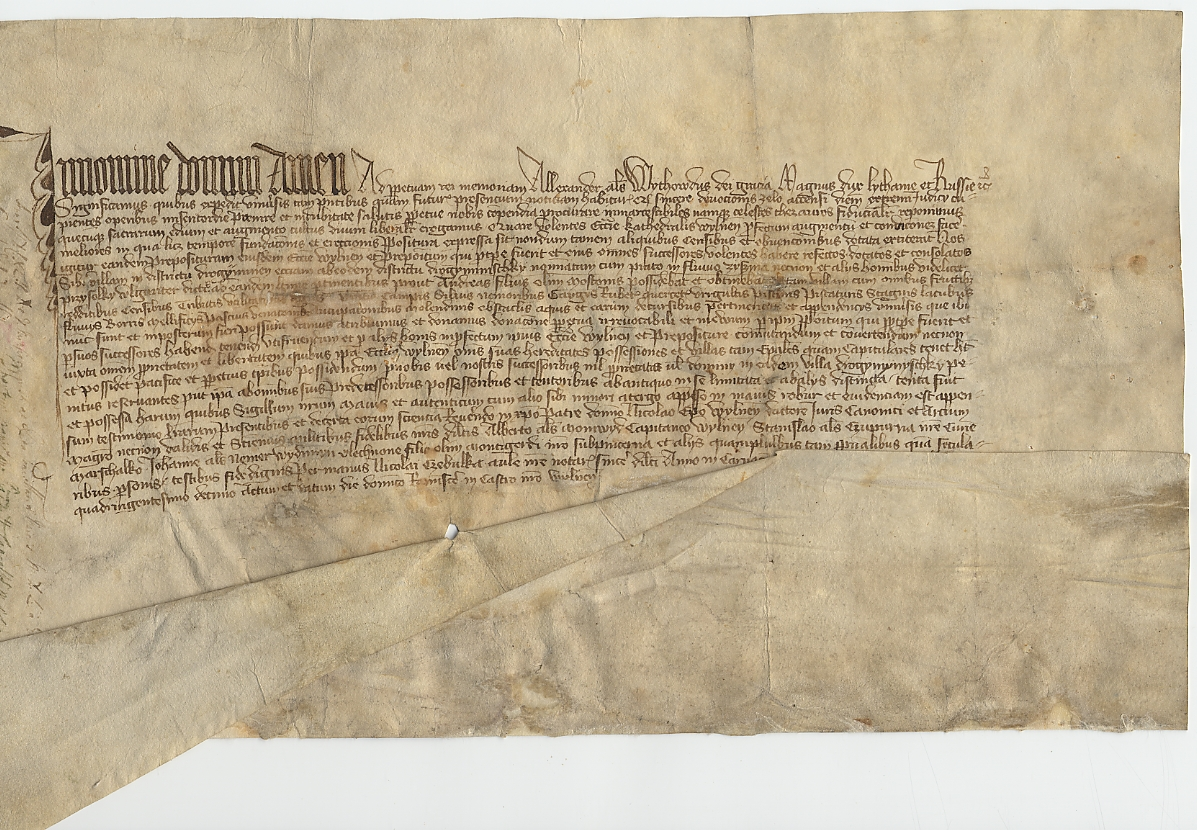
Il privilegio alla Cattedrale di Vilnius concesso da Vitoldo il 16 febbraio 1410: il testo è in lingua latina

Erano tre le lingue principali che si parlavano nel Granducato ai tempi di Vitoldo, ovvero il l'antico ruteno, il tedesco e il lituano, che durante il XIV e il XV secolo era ampiamente utilizzato alla corte e per gli affari pubblici dello Stato, «ma continuava a essere [...] non scritto». La lingua polacca era invece scarsamente utilizzata, essendo al massimo limitata a una ristretta cerchia di sacerdoti cattolici polacchi. La cristianizzazione non ebbe un impatto sulla scrittura, eccezion fatta per la diffusione del polacco in Lituania. Vitoldo ebbe il grande merito di introdurre stabilmente l'uso della scrittura in ambito amministrativo, legale e politico nel Granducato. La corte di Vitoldo iniziò infatti a compilare atti e documenti allo stesso modo dell'Europa occidentale, circostanza che gettò le basi per la nascita di una cancelleria statale. Il passaggio dall'oralità alla scrittura coinvolse gradualmente pure altri rami della società.
Nei rapporti con i Paesi occidentali e con la Santa Sede, così come nella redazione di alcuni atti ufficiali e solenni, la lingua che trovava maggiore applicazione era sicuramente il latino. Il sopraccitato tedesco veniva invece impiegato soltanto negli scambi diplomatici con l'Ordine teutonico e l'Ordine di Livonia. Nel corso del XV secolo, tuttavia, la lingua tedesca si diffuse anche tra le strade del Granducato, «poiché, con l'espansione dei legami con l'Occidente, aumentò il numero di cittadini tedeschi». Lo slavo ecclesiastico antico era invece utilizzato nei rapporti con la Rus' e i Tartari, oltre a essere adoperato dai chierici ortodossi attivi in Lituania nei loro documenti. Sia l'idioma in questione sia il mondo ortodosso in generale, che trovarono terreno fertile nel Granducato, presentavano dei saldi e innegabili legami con la cultura dell'impero bizantino. È in slavo ecclesiastico antico che fu realizzata, nella prima metà del XV secolo, la prima opera di carattere storico edita nel Granducato, gli annali dei granduchi lituani. Lo scritto venne ultimato su iniziativa di Vitoldo intorno al 1429-1430 e fu redatto da alcuni collaboratori del vescovo di Smolensk, città riacquisita dalla Lituania nei primi anni del Quattrocento. L'opera, destinata a descrivere gli eventi storici partendo dalla lotta tra Jogaila e Kęstutis, narra del processo di cristianizzazione della Lituania e poi dell'amministrazione di Vitoldo, descrivendo i Gediminidi come uomini disponibili a patrocinare le attività culturali. Questi annali ci sono pervenuti grazie a uno scritto di epoca successiva del XV secolo.

##### Architettura

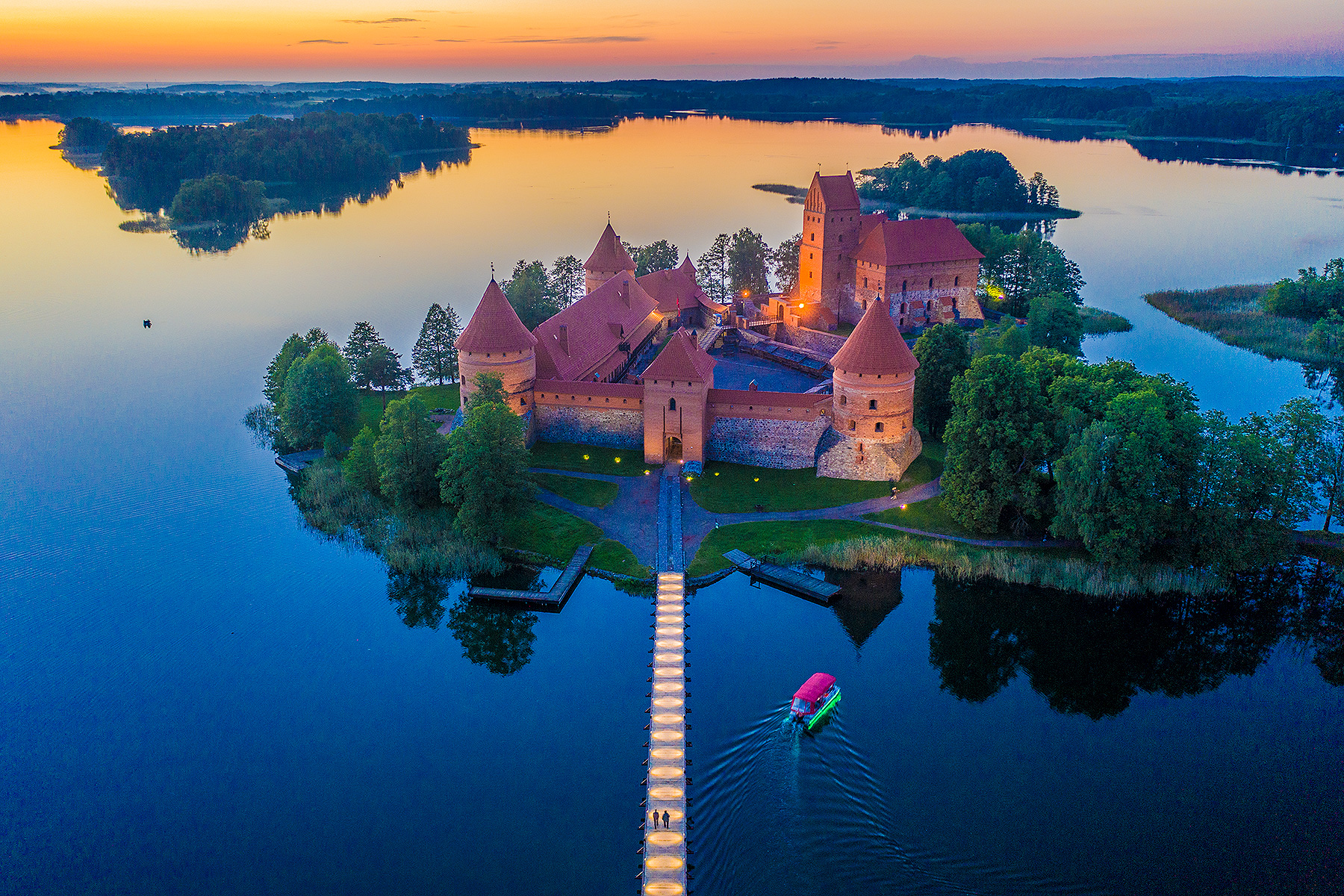
Il castello di Trakai, residenza di Vitoldo, visto dall'alto

L'architettura e le fortificazioni relativamente moderne dei complessi di castelli difensivi in pietra realizzati nel Granducato nel XIV e nell'inizio del XV secolo dimostrano, secondo gli esperti, l'alto grado di conoscenza della materia da parte dei lituani. I principali esempi di questo periodo risultano Vilnius, Trakai, Kaunas, Lida, Kernavė e Medininkai. Durante la parentesi al potere di Vitoldo, il castello superiore del complesso di fortificazioni difensive di Vilnius subì i maggiori interventi di restauro. Dopo un grande incendio avvenuto nella capitale nel 1419, Vitoldo incoraggiò la realizzazione di alcuni edifici di servizio del complesso, di alcuni luoghi di culto e della parte distrutta della fortificazione.
Le prove archeologiche e gli studi compiuti nel castello di Trakai, residenza di lunga data di Vitoldo, hanno permesso di scoprire la presenza di affreschi all'interno della struttura, di cui sono sopravvissuti solo alcuni frammenti. Sfortunatamente, non si conosce alcuna opera artistica contemporanea che ritragga le fattezze del granduca Vitoldo.

##### Istruzione
Fu soltanto con l'avvento della cristianizzazione che fecero la propria comparsa scuole parrocchiali, monastiche e cattedrali, o cittadine, quali collegi e università. La prima scuola di cui si ha notizia, costruita nel 1387-1388, viene menzionata in un documento del 1397. La prima scuola parrocchiale aprì invece i battenti a Trakai nel 1409, come si desume dall'atto di fondazione firmato da Vitoldo. Se nel periodo in cui il granduca assunse il potere la maggior parte dei figli di nobili e borghesi continuava a ricevere un'istruzione in casa propria, al momento della morte di Vitoldo si contavano diversi studenti lituani che si erano iscritti in università europee. Una delle principali mete risultò l'Università di Cracovia, che fu rinnovata da Ladislao II e riorganizzata secondo il modello dell'Università della Sorbona di Parigi; ben presto, essa si affermò come importante centro di studi culturale dell'Europa centrale.
Fu durante il periodo di governo di Vitoldo che si formò «la prima generazione di intellettuali cristiani lituani del Medioevo». Forti dei loro titoli, i baltici che conseguirono lauree poterono occupare posizioni di spicco in campo diplomatico, ecclesiastico o politico, un processo questo che avvicinò gradualmente in ambito culturale la Lituania al resto d'Europa.
Fungendo da crocevia tra mondo occidentale e mondo orientale, la Lituania si trovò inconsapevolmente obbligata a dover scegliere a quale dei due modelli avvicinarsi. Per Jūratė Kiaupienė suona quasi «paradossale», ma benché Vitoldo concentrò come i suoi antenati i suoi interessi sempre più verso est, la Lituania «si integrò rapidamente nella cultura europea occidentale». Il processo non risultò tuttavia immediato e si trascinò per più di un secolo, influenzando varie fasce della società. Va infine considerato che questo scenario coinvolse il solo universo lituano e non quello slavo, con il risultato che la spaccatura culturale non si risolse e continuò a persistere anche dopo la morte di Vitoldo.

#### Politica diplomatica

##### Relazioni con la Polonia

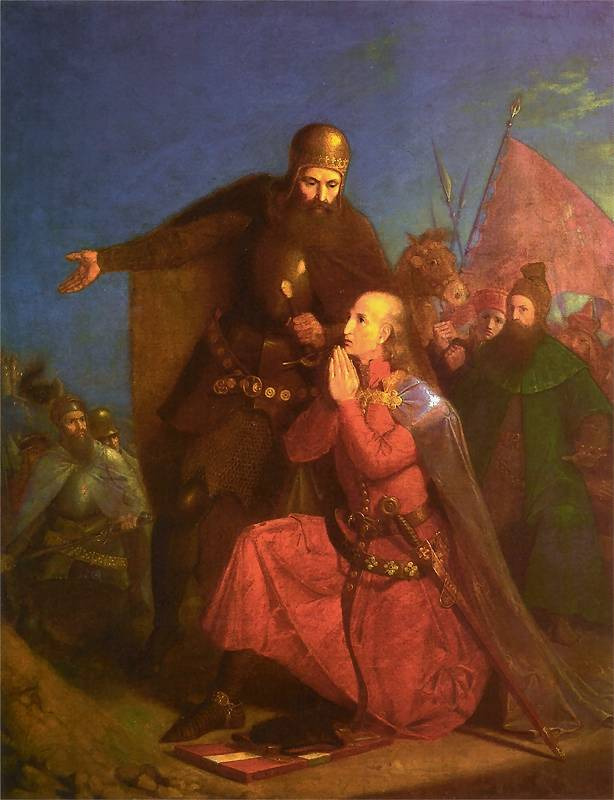
Jogaila e Vitoldo, olio su tela di Jan Matejko, 1855. In quest'opera, Vitoldo esorta in maniera risoluta suo cugino, assorto in preghiera, a combattere la battaglia di Grunwald

Le relazioni diplomatiche tra la Lituania e la Polonia tennero impegnati per gran parte della loro vita tanto Ladislao II quanto Vitoldo. I due erano mossi da scopi contrapposti, poiché il primo cercava di rivendicare la propria supremazia sul cugino e di perseguire gli interessi della nobiltà polacca. Dal canto suo, Vitoldo provava invece a preservare quanta più autonomia possibile avvalendosi del supporto dell'aristocrazia lituana, la quale non intendeva assolutamente inaugurare alcun rapporto di vassallaggio con Cracovia.
Le tappe principali dell'evoluzione del rapporto tra Polonia e Lituania passarono nell'ordine dall'Unione di Krewo del 1385, dall'Unione di Vilnius e Radom del 1401 e dall'Unione di Horodło del 1413. Alla prima Vitoldo fu estraneo, come detto, in quanto essa riguardò le promesse compiute da Ladislao II nelle fasi antecedenti al suo matrimonio. Prima che potesse avere luogo l'unione del 1401, occorre gettare luce su quelli che furono i prodromi. Tra il 1392 e il 1398 Vitoldo cercò di rafforzare la sua posizione senza però arrivare a un aperto contrasto con suo cugino, a cui formalmente egli era sottoposto. Fu nel 1398 che si verificò una rottura diplomatica quando Edvige di Polonia chiese a Vitoldo di versare dei tributi per il possesso di alcune città situate in Rus' e appartenenti al Granducato. Edvige riteneva che quel pagamento fosse funzionale a pagare la sua dote ai sensi di una clausola prevista dall'Unione di Krewo, ma Vitoldo rifiutò di adempiere alla richiesta. Di conseguenza, fu più difficile per il lituano ottenere il supporto necessario per la crociata che nel 1399 aveva proclamato contro i tartari. Nonostante gli screzi e benché fosse necessario preservare l'armonia tra Vilnius e Cracovia, entrambi i cugini erano anzitutto preoccupati dal rischio di estinzione della loro dinastia, considerando che nessuno dei due aveva avuto un figlio maschio. In più, malgrado non fosse una questione vitale, sia Vitoldo che Ladislao avevano intenzione di preservare l'alleanza che si era venuta a costituire, soprattutto dal punto di vista militare. Il 22 giugno 1399, Edvige di Polonia diede alla luce una bambina, battezzata con il nome di Elisabetta Bonifacia, la quale però morì nel giro di poco tempo, così come la madre. A quel punto, Ladislao desiderava ardentemente risolvere i numerosi problemi che si erano creati; la nobiltà polacca metteva infatti in dubbio il suo diritto al trono, quella lituana continuava a contestare la sua politica di accentramento verso Cracovia e Vitoldo bramava l'autonomia anche dal punto di vista formale. Fu così che, nel 1401, si giunse alla firma dell'Unione di Vilnius e Radom, la quale confermò il ruolo di Vitoldo come granduca sotto la signoria di Ladislao (il cui titolo ufficiale rimase quello di supremus dux Lithuaniae ac heres Russiae), assicurando il titolo di sovrano della Lituania agli eredi di Ladislao piuttosto che a quelli di Vitoldo. Se Ladislao fosse morto senza eredi, i nobili polacchi avrebbero goduto del diritto di eleggere un nuovo monarca senza consultare Vitoldo e l'aristocrazia locale. L'assenza di eredi sembrava profilare delle implicazioni imprevedibili del patto, ma entrambe le controparti, incluse le rispettive élite, furono ben liete di proseguire il rapporto di alleanza difensiva, soprattutto in previsione di un'ipotetica guerra contro il nemico comune, l'Ordine teutonico. In sintesi, sembra corretto ritenere che la posizione di Vitoldo poteva ritenersi abbastanza sicura, considerando che aveva rinsaldato i suoi legami con la Polonia e che l'unica minaccia seria alla sua figura era costituita dall'instabile cugino Švitrigaila.

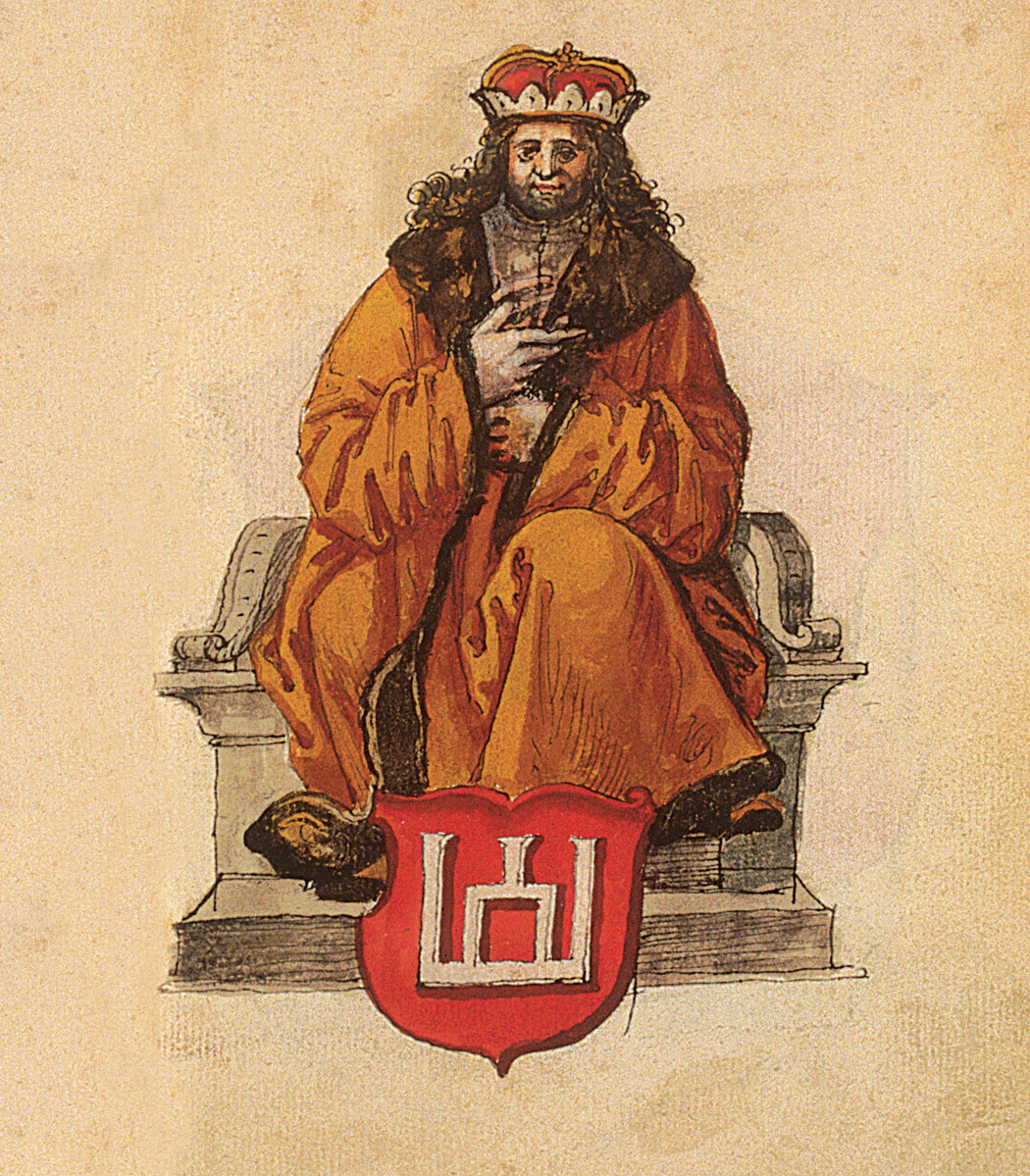
Ritratto immaginario realizzato da un artista sconosciuto nel 1555 che immagina il granduca Vitoldo sul trono. Ai suoi piedi le colonne di Gediminas, simbolo della dinastia dei Gediminidi

Nel corso del primo decennio del Quattrocento Vitoldo, che era affascinato dalla cultura polacca, seppe farsi affiancare da abili consulenti e diplomatici inviati da Cracovia, al fine di distendere i rapporti ulteriormente e proseguire la cooperazione in corso. L'ultima tappa della lunga vicenda diplomatica polacco-lituana in esame passò per la firma dell'Unione di Horodło del 1413, voluta anche per scelta di Vitoldo dopo le vittorie riportate contro l'Ordine teutonico. Nel documento Vitoldo fu riconosciuto ufficialmente come granduca di Lituania al pari di Ladislao II. Fu inoltre garantito alla Lituania il diritto di designare un erede diverso da Ladislao, mentre al contempo vennero fatte proprie dal Granducato delle cariche amministrative presenti in Polonia (si pensi al castellano e al voivoda) e cominciò un lento processo di aumento dell'influenza polacca nello Stato. Nel 1417, a seguito della sua recente elezione, papa Martino V nominò Ladislao II e Vitoldo come suoi vicari nelle terre russe. Dal canto suo, il pontefice si prodigò affinché la Lituania venisse finalmente riconosciuta come uno Stato cristiano.

##### Proposte d'incoronazione e crisi nei rapporti con Cracovia
Nel 1421 gli ussiti proposero a Vitoldo la corona del regno di Boemia. Nonostante avesse sondato il terreno tramite il suo parente e ambasciatore Zygmund Korybut, quando Jan Hus fu condannato al rogo Vitoldo preferì evitare di impelagarsi in uno scenario geopolitico complicato e di innescare una rottura nel mondo cattolico. Pertanto, alla fine il granduca declinò l'offerta, probabilmente per preservare le buone relazioni con il sacro romano imperatore e per meglio concentrarsi sull'espansione orientale del Granducato, suo obiettivo costante. La proposta conserva comunque un suo valore storico, perché dimostra quanto ampio fosse il prestigio che Vitoldo era riuscito a guadagnarsi agli occhi delle corti europee straniere. In tal senso, occorre altresì ricordare le lodi rivolte al granduca nel 1424 in occasione di un incontro relativo alle trattative per il matrimonio (poi mai celebrato) tra la figlia di Ladislao II, Edvige, e Federico II di Hohenzollern. I messaggeri di quest'ultimo, assieme a quelli del re di Danimarca Eric di Pomerania, si dissero pronti ad ascoltare prima di chiunque altro il punto di vista di Vitoldo, paragonandolo addirittura a Giulio Cesare. A tracciare un profilo positivo sono anche le fonti tartare relative ai rapporti di quelle comunità con il granduca, percepito come un sovrano potente e dalle sapienti abilità diplomatiche.

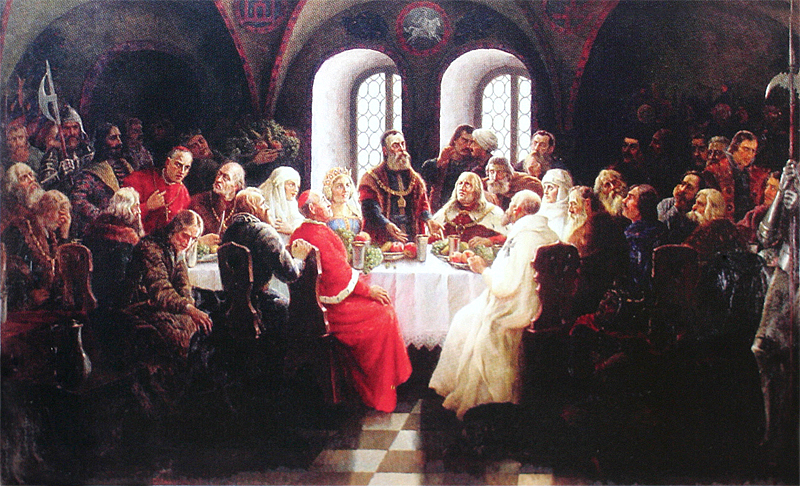
Vitoldo il Grande al Congresso di Luc'k (1934). L'opera, probabilmente la tela più famosa del pittore lituano Jonas Mackevičius, raffigura la celebre riunione di alcuni sovrani avvenuta nel 1429 e durante la quale a Vitoldo fu offerta la corona di re della Lituania dall'imperatore del Sacro Romano Impero Sigismondo di Lussemburgo

A seguito della pace di Melno del 1422, emersero delle acredini nei rapporti bilaterali tra polacchi e lituani. Con la Samogizia e il corso del Nemunas di nuovo in sua mano, Vitoldo coltivò grandi progetti di espansione verso oriente, non essendo più preoccupato dal vecchio e atavico nemico (i teutonici) con cui aveva siglato una pace duratura. La prospettiva delle ricchezze che avrebbe potuto guadagnare ad oriente lo spinse addirittura a effettuare delle concessioni territoriali allo Stato monastico pur di non doverlo affrontare, inclusi il castello di Klaipėda e il porto, a lungo contesi alla foce del Nemunas. La Polonia, invece, lasciò trapelare aperta insoddisfazione a seguito della pace di Melno, perché avrebbe voluto ripristinare la propria autorità su molte più terre rimaste in mano al bellicoso vicino. La speranza di poter contare, in caso di prosecuzione delle lotte, sul sostegno del Granducato rimase solo una pia illusione. Nei fatti, le relazioni bilaterali tra Vilnius e Cracovia affrontarono una grave increspatura quando scoppiò una disputa sul destino di Lubicz, un insediamento fortificato e dal grande valore strategico sul confine polacco-prussiano. Chiamato a fare da arbitro, Vitoldo appoggiò non suo cugino ma l'Ordine teutonico. Il conflitto che sorse nel 1425 tra Vitoldo e Ladislao II per tale questione, invero dalla portata abbastanza limitata, ben dimostrava come ormai Polonia e Lituania fossero sufficientemente forti da non considerare più lo Stato monastico un concreto pericolo e da poter sottrarre ai teutonici quanto perduto in precedenza.
Verso gli ultimi anni della sua vita Vitoldo aveva acquisito una salda reputazione, frutto dei suoi successi militari e politici. Nel gennaio 1429 e in occasione del congresso di Luc'k, Sigismondo di Lussemburgo, allora sovrano d'Ungheria, propose addirittura l'incoronazione di Vitoldo come re della Lituania. Nonostante l'apparente consenso di Ladislao II, si manifestò un grande malcontento tra i nobili polacchi quando Vitoldo manifestò l'intenzione di accettare il titolo. I polacchi erano infatti fortemente irritati dalla costante persistenza di un sentimento di «separatismo» in Lituania. La cerimonia, tanto agognata proprio da Vitoldo, venne fissata per l'8 settembre 1430 e poco dopo il termine del congresso si procedette a recapitare gli inviti formali. Tuttavia, mentre la corona era in viaggio verso la Lituania, le forze polacche intercettarono il trasporto al confine e l'incoronazione fu annullata. Si trattò del primo e unico tentativo di ripristinare la monarchia in Lituania avvenuto dopo la morte di Mindaugas (1263). Malgrado i dissapori, le relazioni tra Polonia e Lituania erano troppo robuste perché potessero essere spezzate e proseguirono ben oltre la morte dei due cugini sovrani.

### Morte

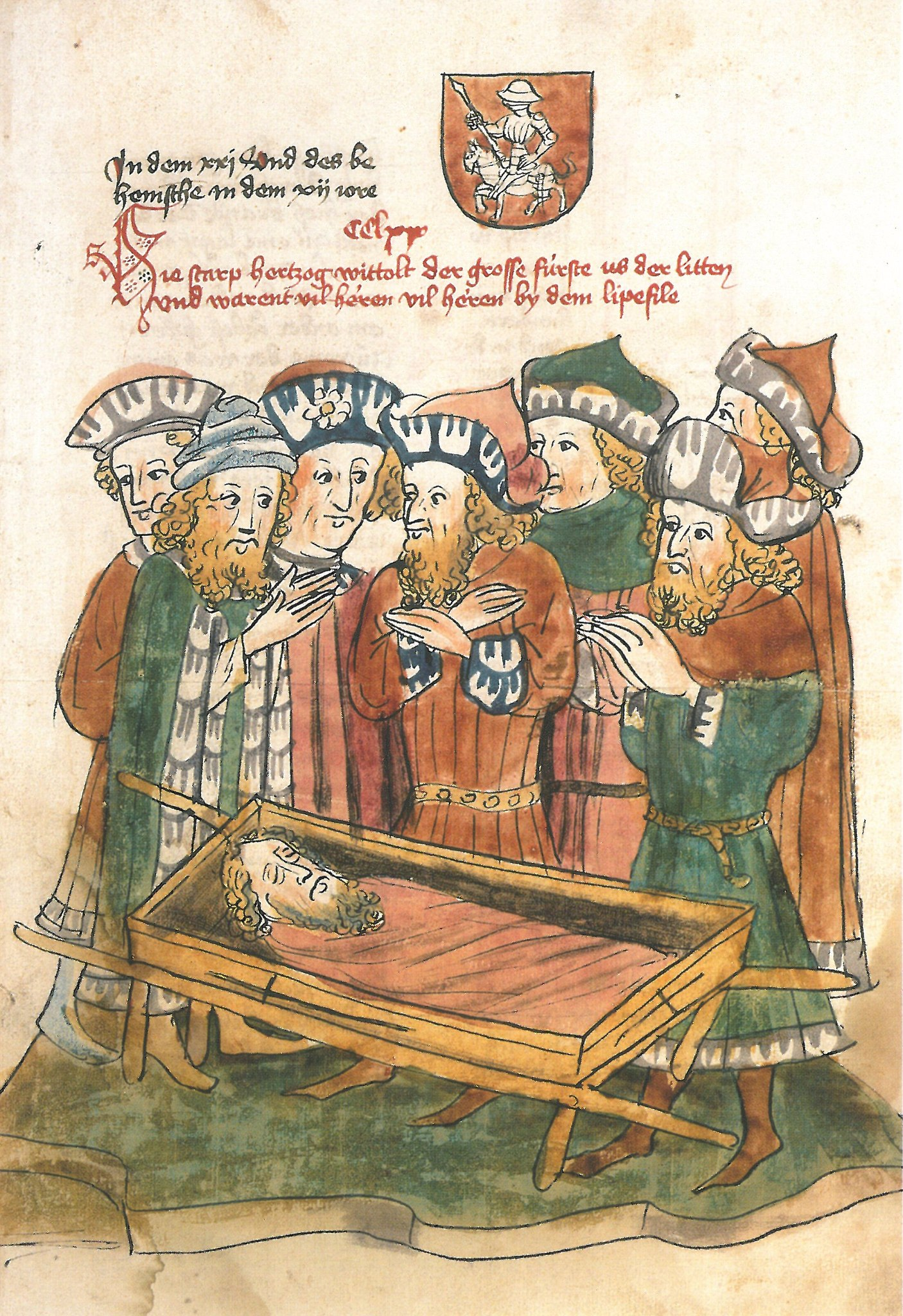
Illustrazione del 1443 tratta dalla prima delle Cronache lituane che ritrae alcuni principi lituani al funerale di Vitoldo

Ormai più che ottantenne, Vitoldo morì per cause naturali nel castello di Trakai il 27 ottobre 1430, dopo quasi un quarantennio dalla sua scalata al potere. La crisi diplomatica originata dalla volontà di Vitoldo di accettare la corona lituana nel 1429 era rientrata con una riconciliazione tra i due cugini prima della morte di entrambi; Ladislao sarebbe sopravvissuto a Vitoldo altri quattro anni, morendo nel 1434. Il suo corpo fu sepolto nella cattedrale di Vilnius, ma i suoi resti sono andati perduti.
Il sistema creato da Ladislao II e Vitoldo generò dei problemi nell'ambito della successione, poiché non era chiaro chi avrebbe dovuto succedere il defunto granduca sul trono per via dell'assenza di eredi. Questa situazione di incertezza consentì all'ambizioso Švitrigaila di acquisire finalmente la massima carica in Lituania, ma quando due anni dopo fu spodestato da Sigismund Kęstutaitis, fratello di Vitoldo, si scatenò una lotta che inaugurò la guerra civile lituana del 1432-1438.

## Ascendenza
|                   |   |       | Genitori       |  |  | Nonni     |  |  | Bisnonni     |  |
|                   |   |       |                |  |  | Gediminas |  |  | Butvydas (?) |  |
|                   |   |       |                |  |  | Gediminas |  |  | Butvydas (?) |  |
|                   |   | …     |                |  |  | Gediminas |  |  |              |  |
| Kęstutis          |   |       |                |  |  | Gediminas |  |  |              |  |
|                   |   | Jewna | Ivan di Polack |  |  |           |  |  |              |  |
|                   |   | Jewna | Ivan di Polack |  |  |           |  |  |              |  |
|                   |   | Jewna | …              |  |  |           |  |  |              |  |
| Vitoldo il Grande |   | Jewna |                |  |  |           |  |  |              |  |
|                   | … | …     |                |  |  |           |  |  |              |  |
|                   | … | …     |                |  |  |           |  |  |              |  |
|                   | … | …     |                |  |  |           |  |  |              |  |
| Birutė            | … |       |                |  |  |           |  |  |              |  |
|                   |   | …     | …              |  |  |           |  |  |              |  |
|                   |   | …     | …              |  |  |           |  |  |              |  |
|                   |   | …     | …              |  |  |           |  |  |              |  |
|                   |   | …     |                |  |  |           |  |  |              |  |

## Discendenza
Intorno al 1370 Vitoldo sposò Anna, la sorella convertitasi al cattolicesimo del duca Sudimantas di Eišiškės. Nel 1375 circa, la donna diede alla luce una bambina che fu poi battezzata con il nome di Sofia. La primogenita di Vitoldo andò poi in sposa a Basilio I di Russia, divenendo alla morte di quest'ultimo la granduchessa reggente della Moscovia in vece di suo figlio Basilio II. Sofia morì poi nel 1453. Dopo la morte di Anna nel 1418, Vitoldo sposò una parente della sua defunta moglie Julijona Alšėniškė, figlia di Jonas Alšėniškis, un amico di lunga data del granduca e un potente nobile. A causa di questa situazione, il vescovo di Vilnius non si dichiarò disponibile a celebrare la cerimonia senza una dispensa papale; alla fine, sia pur dopo molto tempo, papa Martino V ne fornì una e autorizzò il matrimonio. Uliana sopravvisse al marito e morì nel 1448, senza aver avuto però dei figli. Secondo la Cronaca di Bychowiec, un'opera del XVI secolo ritenuta generalmente poco affidabile, la sua prima moglie fu una certa Maria Łukomska. Tuttavia, tale informazione non viene corroborata da nessun'altra fonte.

## Rilevanza storica

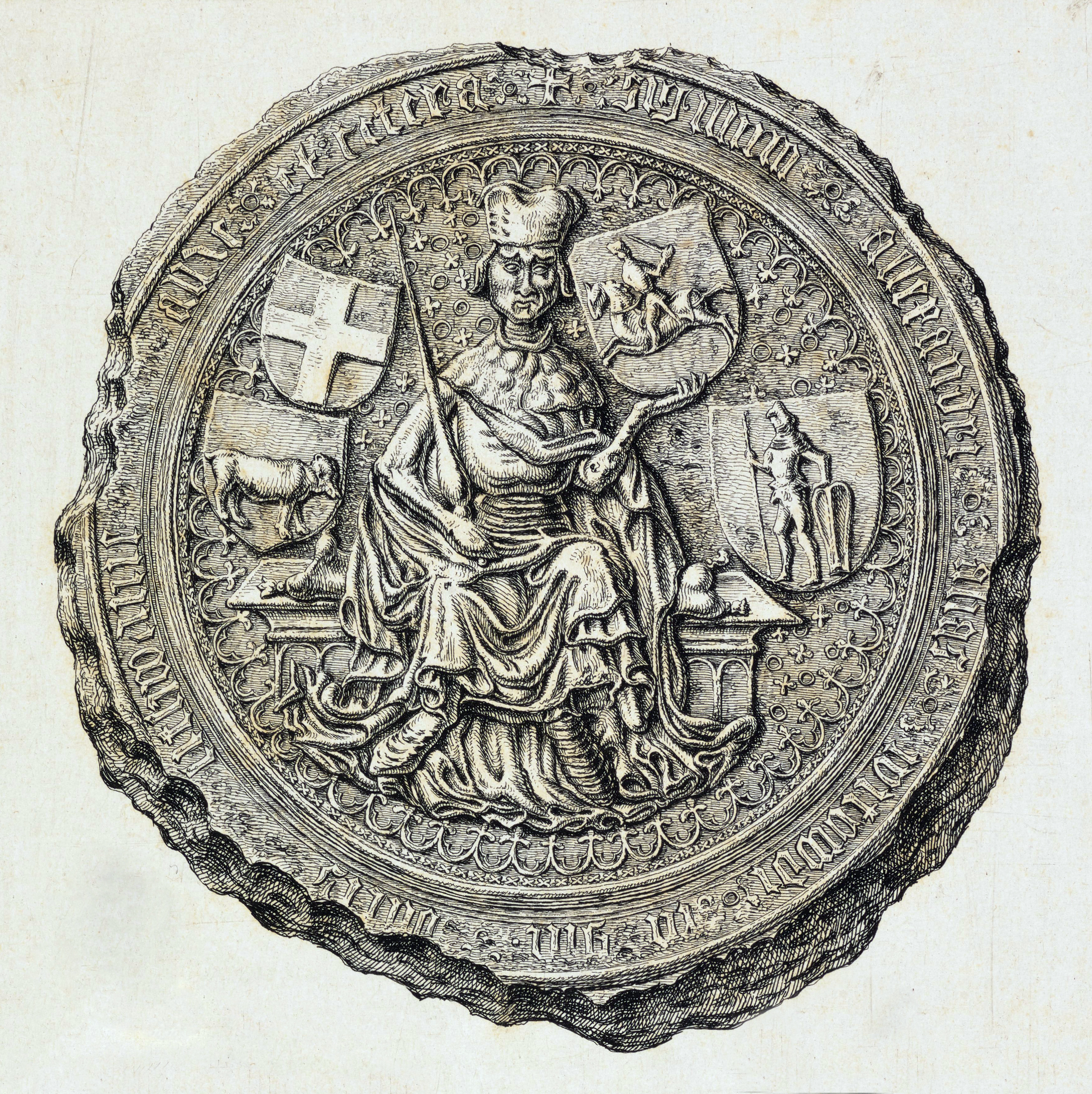
Sigillo di Vitoldo risalente al 1407

Vitoldo è ritenuto dagli studiosi uno dei più importanti sovrani della storia della Lituania, in quanto riuscì a traghettare il Granducato verso il suo apogeo. Agevolato dal lavoro che già i predecessori erano riusciti a compiere prima di lui, non sono mancate comunque delle critiche al suo operato, provenienti ad esempio da chi ricorda che non si deve commettere l'errore di considerare Vitoldo come il visionario precursore di uno Stato unitario. Fu poi proprio la serie di incertezze legate all'Unione di Horodło a scatenare le problematiche che contraddistinsero il turbinio di sovrani affermatisi in epoca posteriore a Vitoldo nel Granducato. Nel corso dei secoli immediatamente successivi, una parte della letteratura occidentale screditò la figura del sovrano per scopi politici, ritenendo che si fosse meritato l'appellativo "Grande" esclusivamente per la crudeltà con cui reprimeva i suoi oppositori. Toni particolarmente dispregiativi venivano riservati anche all'apparato giudiziario lituano, ritenuto intriso di crudeltà gratuita. La patina di pregiudizi relativi all'opportunismo e alla blasfemia del tempo fanno da padrone in varie opere realizzate a ridosso della morte del granduca.
Il giudizio venne a modificarsi in epoca post-rinascimentale, quando cominciò a cristallizzarsi l'idea che Vitoldo si fosse dimostrato un sovrano valido e capace. Una prima grande intuizione ritenuta vincente passò per l'abbandono del paganesimo e della prosecuzione della guerra con i crociati a oltranza. Questa strategia, tanto cara ai suoi antenati, aveva costretto la Lituania all'arretratezza e appariva ormai frutto di un disegno anacronistico. La Lituania Propria, composta dalle terre etnicamente abitate perlopiù da lituani, accettò gradualmente il cristianesimo e il modello occidentale, lasciandosi influenzare anche da un punto di vista culturale.

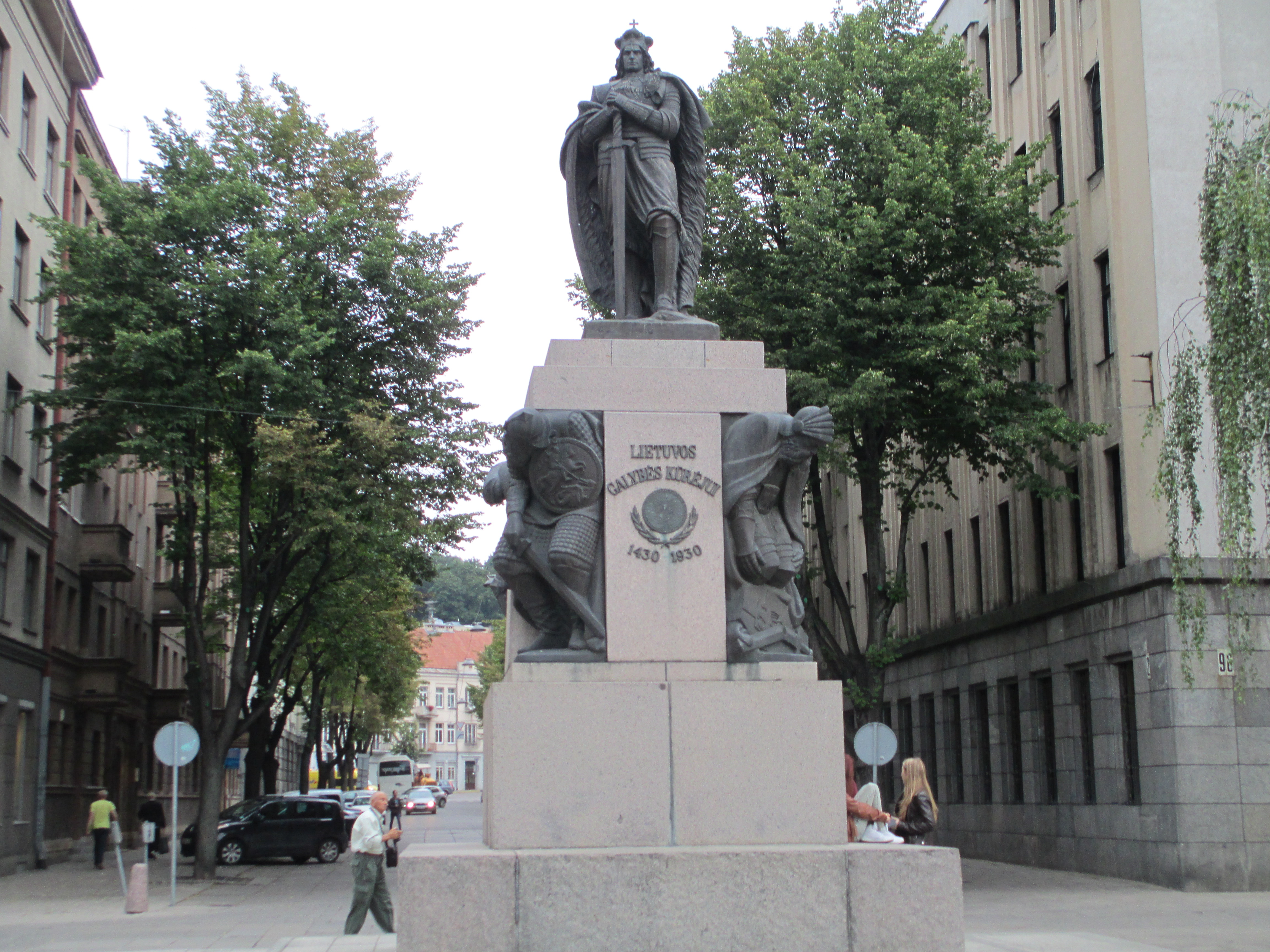
Monumento dedicato a Vitoldo presso Kaunas

Altrettanto gloriosa fu la sua carriera come generale militare, eccezion fatta per la grave sconfitta riportata sul fiume Vorksla nel 1399. Durante il suo dominio, il Granducato di Lituania si affacciò contemporaneamente su due mari distinti, il Baltico e il Nero, oltre a surclassare definitivamente l'Ordine teutonico (che lo definiva «malignissimus et nequissimus [cattivissimo] traditor»), atavico nemico di Vilnius. Bisogna pure ricordare che fu grazie all'energica forza con cui Vitoldo si propose di preservare l'autonomia del Granducato che la Lituania non fu assorbita dalla Polonia, se non un secolo e mezzo più tardi. La contrapposizione fra la nobiltà polacca e quella lituana non impedì, ma anzi favorì, la formazione di un sentimento comunitario di coesione da parte dei sudditi che vivevano all'interno del Granducato. È indubbio che questo concetto ispirò i principali esponenti letterari del movimento culturale ottocentesco noto come risveglio nazionale lituano. In tema di politica estera, egli fu capace di acquisire la reputazione di un sovrano rispettato e apprezzato sia a Occidente sia a Oriente. È certo poi che fu un sovrano dalle grandi capacità linguistiche, in quanto, oltre al lituano, sapeva esprimersi o quanto meno comprendeva senza problemi il tedesco (appreso durante il periodo in cui visse nello Stato monastico), il ruteno (funzionale nei rapporti con i suoi sudditi orientali del Granducato) e il polacco (perfezionato nel corso degli anni durante gli intensi scambi diplomatici con Cracovia). Come testimoniano alcune fonti storiche, il suo sogno era verosimilmente quello di costituire un enorme Stato che si estendesse da Vilnius a Mosca e che comprendesse importanti centri commerciali quali Pskov e Novgorod. Benché questo piano fosse troppo grande per essere realizzato, resta il fatto che Vitoldo permise alla Lituania di raggiungere un'espansione territoriale mai raggiunta prima.

## Influenza culturale
Vitoldo appare in diverse opere di narrativa che riguardano la guerra polacco-lituano-teutonica, di cui le principali sono il poema narrativo Konrad Wallenrod di Adam Mickiewicz e il romanzo I cavalieri della croce scritto da Henryk Sienkiewicz. Il poeta latinista Mikołaj Hussowski, nel suo poema Il canto del bisonte (1523), riserva toni positivi a Vitoldo, definendolo alla stregua di un sovrano modello.
La variante lituana del suo nome, Vytautas, è un nome maschile popolare nel Paese. In concomitanza con le celebrazioni avvenute nel 1930 del 500º anniversario della sua morte, si decise di ribattezzare l'università situata a Kaunas in Vitoldo Magno. Monumenti in suo onore vennero variamente costruiti in molte città della Lituania indipendente del periodo interbellico (1918-1940). Una celebrazione della comunità tartara nei confronti del sovrano avvenne nel 1930 nella kenesa di Vilnius, in occasione delle celebrazioni per il 500º anniversario della sua morte. Su disposizione del governo lituano, nel 1933 a Mstislav Valerianovič Dobužinskij fu commissionato il compito di realizzare un'opera artistica dedicata a Vitoldo.
Portano inoltre il suo nome la 40ª Brigata artiglieria delle Forze terrestri ucraine e l'onorificenza dell'Ordine di Vytautas il Grande, conferita ai presidenti della Lituania e ai capi di Stato stranieri, così come ai cittadini lituani distintisi al servizio dello Stato. Sono infine a lui dedicati alcuni litas commemorativi emessi sia durante il periodo interbellico sia quando la Lituania riacquisì l'indipendenza dopo il 1990.

Monete commemorative dedicate a Vitoldo il Grande
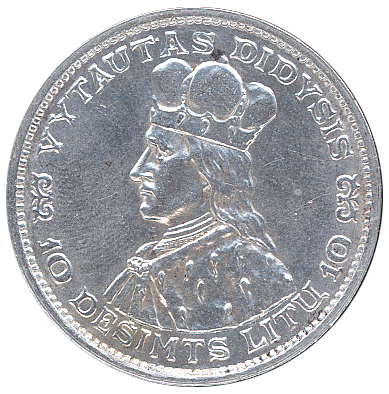
Moneta da 10 litas emessa nel 1936
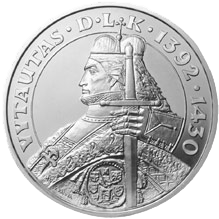
Moneta da 50 litas emessa nel 2000
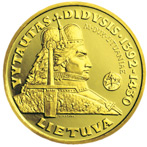
Moneta d'oro da 100 litas emessa nel 2000

## Nella cultura di massa

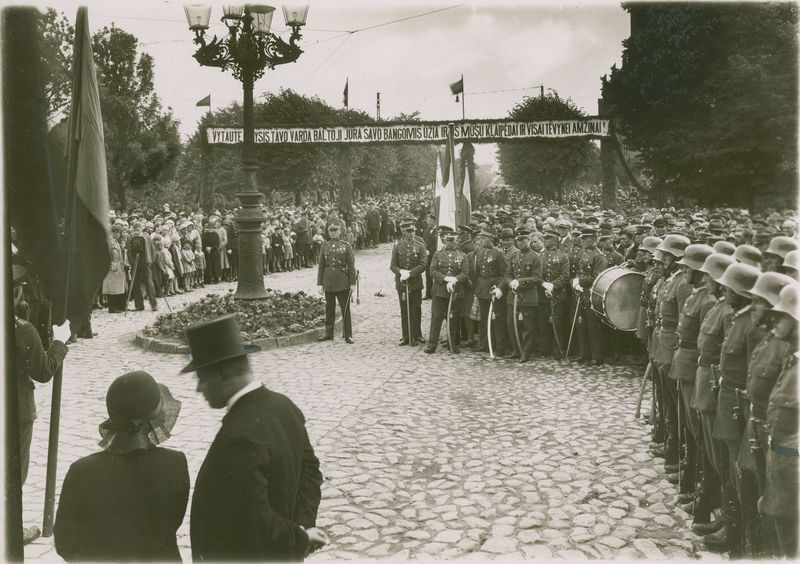
Commemorazione storica del 1930 avvenuta a Klaipėda in occasione del 500º anniversario dalla morte di Vitoldo. Delle celebrazioni simili ebbero luogo in diverse città della Lituania interbellica

La fama di Vitoldo lo ha reso il protagonista di alcuni celebri racconti legati alla tradizione folcloristica caraito-lituana. Uno dei più famosi riferisce di un'alluvione che ebbe luogo a Trakai e della comunità caraita che si rivolse al granduca, che si trovava nel castello cittadino, in cerca di aiuto. Per prosciugare le acque, il granduca portò il suo cavallo a ridosso dell'alluvione e l'animale bevve per giorni e giorni, prosciugando l'acqua in eccesso e sparendo poi senza lasciare traccia. Secondo un altro racconto, relativo alla costruzione della prima chiesa di Kaunas risalente al 1400 circa, Vitoldo pregò la Vergine Maria di concedergli di far ritorno a casa sano e salvo mentre fuggiva dalla disastrosa battaglia persa sul fiume Vorksla. In cambio, egli avrebbe costruito una chiesa sulla riva di un fiume. Ancora oggi, l'edificio religioso che poi costruì a Kaunas è conosciuto con due nomi, cioè chiesa di Vitoldo il Grande o chiesa dell'Assunzione della Santa Vergine Maria.
Numerose sono le opere cinematografiche e televisive dedicate al granduca lituano. Vitoldo è stato interpretato da Józef Kostecki nel film I cavalieri teutonici del 1960, un adattamento del romanzo sopraccitato I cavalieri della croce di Henryk Sienkiewicz. L'attore Janusz Michałowski interpreta il ruolo di Vitoldo nella serie TV polacca del 1988 intitolata Królewskie sny ("Sogni reali"). Nella terza stagione della serie polacca Korona królów ("La Corona dei Re"), il personaggio del granduca lituano è interpretato da Ihor Aronov. Nel 2014 è stata prodotta dalla Cztery Strony Bajek ("I Quattro Lati delle Fiabe") una breve animazione in collaborazione con l'Associazione dei Caraiti Polacchi incentrata sulla leggenda relativa a Vitoldo, al suo cavallo magico e ai Caraiti. Le voci fuori campo del corto animato sono state tradotte in diverse lingue, tra cui caraimo, polacco, inglese e lituano. La principale opera teatrale dedicata al granduca risulta la commedia Vitoldo del bielorusso Aljaksei Dudarav. Nel 2013 ha avuto luogo presso il Teatro nazionale dell'opera e del balletto di Minsk la prima del balletto Vitoldo del compositore Vjačeslav Vladimirovič Kuznecov.